# 이명박에 대한 비판
해당 문서는 대한민국 제17대 대통령인 이명박에 대한 비판과 그에 대한 해명을 기술한 문서이다.
이명박에 대한 비판은 이명박이 국회의원 시절일 때부터 존재하였다. 하지만 본격적으로 비판이 제기된 시점은 서울시장이었던 2004년 말에서 2005년으로, 특유의 시정 스타일에 관한 논쟁이 임기 내내 지속되었다. 이후 한나라당의 예비 대선 주자 중 하나로, 2007년 초의 여론조사에서부터 줄곧 지지율 1위를 기록하였으며, 당시 열린우리당에서 각종 의혹을 제기하였다. 이후 이러한 비판은 박근혜와의 한나라당 대선 후보 경선 시에 두드러졌으며, 경선이 끝난 후 선거운동 기간에도 경쟁 후보 측에 의해 여러 비판과 의혹이 제기되었다.
2008년 대통령 취임 후에는 정부의 정책에 대한 각종 비판이 제기되었는데, 특히 미국산 쇠고기 수입 협상에 대한 반발로 시작된 촛불 시위에서는 이명박의 퇴진이 구호("MB Out")로 등장하기도 하였으며, 정책 전반에 대한 불만으로 한때 지지도가 12.1%(4점 척도)/7.4%(5점 척도)로 조사되기도 하였다.

## 2007년 대선과정에서

### 위장 전입
2007년 6월 12일, 열린우리당 김혁규 의원은 이명박이 부인 명의로 강남에서만 15차례에 걸쳐 위장 전입을 했다는 의혹을 제기하였다. 이에 대해 이명박은 39년간 25번의 이사를 한 것은 사실이지만, 가족 단위로 주민등록 변경이 이루어졌으며, 위장 전입은 없었다고 해명하였다. 이명박 캠프의 장광근 대변인은 "김혁규 의원의 허위 사실 유포는 정권 차원의 총체적 이명박 죽이기 공작의 신호탄"이라며 법적 대응을 시사하기도 했다. 하지만, 의혹이 제기된 지 5일 만에 국민일보가 위장전입 사실을 밝혀내자, 이명박은 자녀 교육을 위한 위장전입이었다고 시인하고 사과하였다.
1969년 이후 모두 24차례의 주소 이전 중에 1977년의 중구 남산동 이전, 1979년의 중구 필동 이전, 1981년의 중구 예장동 이전, 1984년의 서대문구 연희동 이전은 세 딸(리라초등학교)과 막내아들(경기초등학교)의 초등학교 입학을 위한 주소 이전으로 밝혀졌다. 그리고 부인 김윤옥 씨가 이 전 시장의 친형인 이상득 국회부의장의 집으로 주소를 옮긴 이유는 아들의 중학교 입학인 것으로 알려졌다. 이 전 시장은 2007년 6월 16일 "알아봤더니 30년 전 아이들 초등학교 들어갈때 그렇게 된 것 같다. 어떻든 저의 책임이니 국민에게 죄송하다는 말씀을 드린다."라고 사과했으며, 부동산 투기 의혹은 모두 부정했다. 그러나 리라초등학교는 사립학교이므로 주소와 상관없이 학생을 뽑으며, 경기초등학교도 주소에 대한 가산점을 준 적이 없다는 주장이 제기되었다. 이명박 후보의 대변인인 박형준은 당시 관행적으로 지역 주민에게 입학 우선권을 주었으며 실제 주소에 거주하지 않은 것은 사실이라고 주장했다.
한편, 한나라당이 지금까지 고위 공직자 후보 검증 과정에서 위장 전입을 강하게 비판해 왔고, 그 때문에 낙마한 사례가 많아 문제가 되었다. 이명박이 소속된 한나라당은 김대중 전 대통령 시절 집권 여당이었던 민주당의 국무총리 국회 동의 과정에서 국무총리 후보자(장상 등)의 위장 전입 문제의 도덕성 문제를 집중적으로 공격하여 김대중 정권의 총리 지명을 여러 번 무산시킨 전력이 있다.

### 뉴타운 의혹
천호동이 뉴타운으로 선정된다는 정보를 미리 알고 이명박 후보의 친인척들이 이 지역에서  땅투기를 하여 100억여 원의 차익을 올렸다는 주장이 제기되었다. 이명박 후보의 큰형 이상은과 처남 김재정이 대주주로 있는 다스의 자회사인 홍은프레닝은 2003년 3월 29일부터 인근의 토지를 매입하기 시작했으며, 한나라당 검증 청문회에서 이명박 후보는 "천호 뉴타운 지역은 2003년 11월 뉴타운 선정 최종 발표 한 달 전에 강동구청에서 집창촌 개발의 필요성을 제기해 막판에 추가된 것"이라고 해명하였다. 그러나 홍은프레닝이 땅을 사들이기 직전에 이미 집창촌 지역을 중심으로 하는 뉴타운 선정 지침을 서울시가 확정했었다는 사실과 강동구의회 의원의 반대에도 뉴타운 지정이 강행되었다는 사실이 보도되었다.

### 건강보험료 편법 의혹
이명박 후보는 수백억의 자산을 가지고 있지만, 2000년에서 2002년 동안 월 1만 5천~2만 3천 원의 국민건강보험료만 냈다는 것이 알려져 건강보험료 납부를 회피하고자 편법으로 직장건강보험에 가입했다는 의혹이 제기되었다.
한편, 국민연금은 소득을 345만 원 이상(최고등급)으로 신고하였지만 건강보험의 경우는 200만 원가량 적은 100만 원대로 소득을 신고하여 소득을 속였다는 의혹과, 11개월간 건강보험료를 납부하지 않았다는 의혹도 함께 제기되었다. 2007년 10월, 대통합민주신당의 장복심 의원은 국정감사에서 이명박 후보처럼 건강보험료는 적게 내고 나중에 되돌려받게 되는 국민연금은 많이 내는 개인사업자들이 증가하고 있어 처벌 규정이 마련돼야 한다고 주장하였다.

### 위장 취업을 이용한 탈세 및 횡령
2007년 11월, 강기정 대통합민주신당 의원은 국회 대(對)정부 질문을 통해 이명박 후보가 자녀를 자신의 회사(대명기업)에 허위로 고용하고 월급을 지급하였다고 주장하였다. 즉, 자녀를 유령 직원으로 등재하여 8,800만 원을 횡령하고 이에 대한 세금을 탈세하였다는 것이다. 강기정 의원은 대명기업에 전화를 걸어 경비와 관리직원이 이시형, 이주연 씨를 모르고 있음을 폭로하였다. 문제가 된 아들 이시형 씨는 지난해 국제금융센터(SIFC)에 입사하여 일한 기간과 대명기업에서 근무한 것으로 되어 있는 기간이 겹치며, 딸 이주연 씨는 이 기간에 미국에 있었던 것으로 확인되었다.
처음 의혹이 제기되자, 한나라당 나경원 대변인은 "해명 우선순위에서 밀린다."라는 이유로 해명을 거부하였으나 이후 "상근직으로 근무한 것은 아니지만, 건물 관리에 일부 기여한 바가 있다."라고 해명하였다. 결국, 이명박 후보는 "본인의 불찰이고 꼼꼼히 챙기지 못해 죄송스럽게 생각한다. 세금 문제 등 해결해야 할 것이 있다면 바로 조치하겠다."라고 사과하였다. 한편, 사과의 시점에 대한 문제 제기도 있었다.
누리꾼의 비난과 탈세와 횡령에 대한 기소 문제로 한나라당의 대통령 후보 자격 유지 여부에 대한 논란이 일어나자, 이명박은 자녀에게 지급한 월급을 소유한 기업의 비용 처리에서 제외하고, 건물 관리 업무와 무관한 성격의 자식에 대한 순수한 증여로 처리했으며, 장녀에게 지난 7년간 지급된 월급에 대한 세금 4,394만 원을 세무서에 납부하였다.
한편, 이명박과 동일한 방식으로 외국에 있는 자식을 국내의 소유 기업에 위장 취업시켜 월급을 지급하여 횡령 및 탈세로 기소되었던 최순영 전 신동아그룹회장의 사건과 비교하여 세무 조사 및 검찰 고발 요청서를 제출받은 국세청에서 이번 사건을 어떠한 방식으로 처리하는지에 대한 관심이 계속 높아지고 있다. 한편, 선거관리위원회는 이명박에 대한 세무조사를 주장하는 네티즌의 인터넷 서명 게시판을 선거법 위반으로 폐쇄하였다.
임기 중에 낙하산 인사 논란이 있던 KT에서 재임한 이석채회장이 부정채용과 관련한 유죄 판결을 1심에서 받았으며 2심 판결을 앞두고 있다.

### 경선에서의 갈등
이명박은 대통령에 출마하기 위한 한나라당 내부에서의 경선 과정에서 여론조사의 비중을 늘리자고 주장했고, 한나라당은 이를 받아들였다. 그 결과 당원만을 대상으로 한 투표에서는 박근혜 후보가 앞섰으나, 여론조사를 포함한 전체 결과에서 이명박 후보가 앞서면서 대통령 후보에 뽑히게 되었다. 당 내부에서도 이에 대한 논란이 있었으나 경선에 참여한 후보는 승리한 후보를 지원하기로 사전에 약속을 했기 때문에 박근혜는 이명박을 지지했고 박근혜의 인기를 등에 업은 덕분에 이명박은 정동영과 이회창 후보를 누르고 대한민국의 대통령에 당선되었다.

### 4강 외교 추진 및 불발
2007년 10월 중에 한국을 둘러싼 강대국인 미국, 중국, 일본, 러시아를 순방하고 지도자들을 만날 것이라고 발표하였지만, 모두 무산되었다.
이명박은 미국 조지 W. 부시 대통령과의 면담이 성사되었다며 면담 일정을 공개하였으나, 미국 백악관은 이를 공식 부인하였다. 이에 공식적인 외교 채널을 거치지 않고 추진했다는 비판이 있었으며, 사대주의 외교라는 비판도 제기되었다. 한편, 오마이뉴스는 도널드 럼즈펠드 미 국방성 전 장관과도 비슷한 일이 있었다고 보도했다.

## 대통령 당선 이후

### 공약, 약속 문제
이명박은 대선 공약으로 내놓은 것들을 지키지 못하거나, 번복하는 경우가 적지 않았다. 또한 전정부에서 추진되던 것을 주민들의 반발에도 불구하고 취소하거나 변경하여 반발에 부딪히기도 했다. 2011년 5월 13일에는 LH공사를 이전하는 문제와 관련하여 경상도와, 전라도 주민들의 지역대결을 불러일으키기도 했다. 전북은 LH 분산배치가 좌절돼서, 경남은 이미 확보했던 국민연금공단을 내줘야 했기 때문이다.

#### 허위 공약
이명박은 경제분야에서 연 평균 7%성장, 국민소득 4만달러 달성, 7대 경제 강국을 만들겠다며 747 공약을 내세웠다. 하지만 취임 직후에 2000을 넘던 주가는 900까지 곤두박질 쳤으며, 임기 마지막 해인 2012년 취임 이전 수준인 2000선을 회복하지 못하였다. 2009년 국민소득도 5년만에 가장 낮은 수준인 1만 7175달러로 곤두박질쳤다. 경제 성장률도 2008년 2.3%, 2009년 0.2%로 공약에 크게 미치지 못하며, 2010년 예상 성장률도 5% 내외에 불과하다. IMF는 2015년에도 한국의 국민소득 3만불 달성이 불가능하다고 전망했다. 이명박은 서울시장 재임 시절 "정권이 교체되면 젊은 부부들에게 집 한채씩 줄 수 있을 것"이라는 발언도 한 바 있다. 이러한 공약들에 대해 야당과 언론, 시민단체 등 각계의 비판이 지속적으로 제기되었다. 또한 대선 당시 국제과학비즈니스벨트 구축을 공약으로 내세웠으나, 2011년 신년 연설에서 갑자기 이를 재검토하겠다고 밝히면서 허위공약 논란이 일었다. 이명박은 자신의 말을 번복하며 "대선과정에서 표를 얻기 위해 충청권 유치 얘기를 했지만 공약집에 들어있지 않다"라고 주장했으나, 선관위는 "대선 공약집에 충청권 유치 내용이 포함돼 있다"라고 밝히면서 거짓말 논란이 일기도 했다. 또한 세종시와, 영남권 신공항, 반값 등록금 등등 공약했던 것들을 줄줄이 뒤집으면서 비판을 받았다. 이명박의 주요 대선 공약이었던 '반값 아파트' 공약도 물거품이 됐고, 통신비 20% 인하 공약도 전혀 지켜지지 않았다. 2007년에는 월평균 통신비가 128,842원에서 2010년 136,682원으로 기록되어 오히려 6.1% 상승했다. 백지화된 공약들중 세종시와, 영남권 신공항에 대해서 박근혜는 공약을 지켜야 한다고 입장을 밝혔으며 실제로 세종시는 국회 표결절차에서 원안추진으로 결론나기도 했다. 영남권 신공항도 박근혜가 건설을 해야 한다는 입장을 보이면서 갈등을 빚었다. 이명박은 4월 1일 대국민 담화와 기자회견을 통해 "공약을 지키지 못해 송구스럽다"라고 사과했다. 하지만 민주당과 친박계가 반발하면서 불씨가 남아있다. 민주당 조배숙 의원은 이명박을 가리켜 "백지왕"이라고 비판했다.

#### 한반도 대운하
2007년 대선에서부터 공약으로 내세운 경부운하(한반도 대운하)는 경제성 및 식수 오염, 공사 비용, 공사 기간 등에 대한 비판이 있었다. 한편, 이명박 후보는 경부 운하 공약을 공개 토론을 통해 검증하자고 했었으나, 2007대선 시민연대가 공개토론을 제안하자 휴대전화 문자 메시지로 거부 의사를 밝혀 문제가 되었다.
또한, 이명박이 벤치마킹했다고 주장하는 독일의 운하가 담당하는 물류량은 독일 총 물류량의 5%가 채 되지 않으며, 독일의 국토는 남부지방을 제외하고 대부분이 평지인 데 비해 한반도는 국토의 70%가 산지여서 한반도 대운하의 현실성과 타당성은 상당히 낮다.
결국 4대강 사업이 대운하 사업이었음이 임기 후 드러났다.

#### 재산 환원 공약
이명박 대통령이 대선 당락과 관계없이 전 재산을 사회에 환원하겠다고 공언한 것이 2007년 12월 7일이다. 당시 선관위에 등록된 이 후보의 공식 재산은 모두 353억 8000여 만 원으로 서울 서초구 서초동 영포빌딩 120억 원, 서초동 땅 90억 원, 양재동 영일빌딩 68억 5천만 원, 논현동 주택 40억 5천만 원 등이 포함되었다. 이 후보는 재산 사회환원 시기와 규모에 대해서는 방법과 절차는 주위의 좋은 분들과 의논해서 결정하겠다고 밝힌 바 있다. 하지만, 2년 가까이 시간이 흐르는 동안 청와대는 재산환원에 대해 이렇다 할 결과물을 내놓지 않았다.
이명박 대통령은 2009년 7월 5일 자신의 호를 따 재단법인 청계를 설립하고 331억 원을 출연했다. 이는 2009년 상반기중으로 자신의 재산을 사회에 환원하겠다는 공언을 지키기 위한 행동으로 보도되었으나, 재단의 관리, 운영인원의 대부분이 친족이나 지인/관계자라는 것이 문제가 되었다. 비영리재단의 사회복지사업법의 법령상 출연자와 이사간에는 공익성을 위해서 고용등의 특별한 관계가 없어야 하는데 실질적으로 맏사위나 전 비서실장 등 직접적인 관련이 있는 사람들이 대거 포진하고 있기 때문이다. 사회에의 환원인지 단순히 사유재산의 형식을 재단으로만 바꾼 것인지에 대해서는 의혹의 여론이 남아 청계재단이 가질 앞으로의 행보가 주목받았다.
그러나 2010년 12월, 이명박의 퇴임 이후 초호화 사저를 짓기 위한 40억 원 예산안이 통과되면서 재산환원 공약과 매치되지 않는다는 지적을 받았다. 이명박의 사저 경호원실 부지 매입비용은 노무현 전 대통령의 부지 가격보다 27배에 이르는 것으로 드러났다.

#### 경제지상주의
이명박은 17대 대선 후보 시절 노무현 대통령의 경제 정책을 비판하면서 '경제, 반드시 살리겠습니다!'라는 구호를 내세웠으며, 이 구호와 현대건설 재임 시절의 입신출세 경력 등으로 말미암아 경제 대통령의 이미지를 선점할 수 있었다. 그러나 경제만을 너무 중시하는 이명박과 그의 지지자들에 대한 비판이 있다.
이명박이 대통령으로 당선된 후 국민일보 조용래 논설위원은 이 당선자의 분발을 촉구하면서도 "민심은 무딘 듯 날이 선 칼"이라는 칼럼에서 "위장 취업·전입의 경력이라도 좋다. 주가조작사건의 주모자인 국제사기꾼에 놀아난 인사라도 상관없다. 경제를 살려준다고 하질 않는가. (민심이) 그렇게 MB(이명박 당선인)의 손을 들어준 것이 혼란스럽다."라고 토로하기도 했다.
2011년 4월 7일 기획재정부는 취임 3년 뒤에 국가채무에 따른 이자지급액이 50조원 정도에 육박한 것으로 드러났다고 발표하였다.

#### 작은 정부
대선시절과 정권 교체 초기시절 이명박은 '작은 정부'를 강조하였다. 공무원 수를 30%정도 줄이고, 세수를 줄여 경제를 활성화 시키겠다는 것이었다. 그러나 인수위에서 정부 부처를 줄이긴 하였으나, 정작 줄이기로 한 공무원 숫자는 오히려 8만 1219명 늘리기로 하였으며, 예산도 전년 대비 5.3%나 증가한 것으로 드러났다.

#### 봉황무늬 폐지
대선시절과, 정권 인수 초기시절 이명박은 권위주의적인 느낌을 준다는 이유로 봉황무늬를 폐지한다고 하였다. 그러나 2년이 지난 2010년 봉황무늬는 그대로 유지되었다. 이 또한 대선 과정에서 자신이 한 말을 지키지 않은 것으로 논란이 되었다.

#### 반 값 등록금
주요한 공약들중에 '반 값 등록금' 공약이 있었으나, 이를 조용히 없던 일로 하고 '등록금 후불제'를 도입하여, 허위공약에 대해 대학생들이 삭발 시위를 하거나, 이명박을 고발하는 등 비판을 받았다. 민주당은 등록금 반 값 공약을 대국민 사기극으로 규정하고 규탄하였다. 2010년 12월 8일에 한나라당이 단독으로 통과된 2011년 예산안에서 장학금과 등록금 지원을 대폭 삭감하여 이명박의 초기 공약을 지키지 못하였다.
이에 2011년에는 네티즌 사이에 교육 등록금 문제를 해소하는 정당을 창당하는 움직임이 포착되었다.

#### 세종시
2007년 9월 이명박은 "세종시 반드시 지키겠다"며 세종시 추진을 공약했다. 하지만 2009년 들어서 세종시 원안을 백지화 하겠다고 말을 바꾸면서 야당들은 물론 박근혜와의 마찰까지 빚어졌으며, 충청도민들은 이에 크게 반발하여 이완구(한나라당) 충남도지사가 사퇴하고, 한나라당 충청도 지역 의원들이 대거 탈당하는 사태가 벌어지기도 하였다.

#### 이건희 단독 사면
2008년 8월, 이명박은 8.15 사면을 마지막으로 임기중 사면은 없을 것이라고 밝혔다. 그러나 2년 뒤인 2010년 12월 29일 이건희에 대해서 대한민국 역사상 유례가 없는 단독 사면을 단행하였다. 정부는 평창 동계올림픽 유치를 위해 이건희의 노력이 필요하다는 삼성측의 주장을 받아들여 사면 한 것이지만, 정작 이건희는 삼성 특검 당시 배임, 탈세 혐의로 유죄를 선고받았다는 이유로 IOC 위원 자격을 박탈당해 사면의 명분조차 사라졌으며, 대한민국 재벌 1위 이건희에 대한 특혜라는 비판을 받았다.

#### 저출산 대책
영유아 예방접종비 부담이 평균 100만원으로 이명박의 공약인 무료접종이 물 건너 갔다는 비판이 있다.

### 안보 위협 대처 미흡

#### 북한 군사도발 대처 미흡
연평도 포격 대응에 대해 한나라당 김옥이 의원은 "북한의 도발에 단호하게 대응하겠다고 매번 강조했지만 행동으로 옮겨지지 않고 있다. 언제까지 이럴 것이냐"면서 "공군기를 동원해 바로 북한의 해안포 진지를 초토화했어야 하는 것 아니냐"고 비판했다. 민주당 서종표 의원 또한 "공군기를 동원해서라도 공격했어야 하는데 그러지 않아서 북한이 1시간가량 계속 포공격을 한 것 아니냐"고 지적했다. 민주당 손학규 대표는 "이번 사태를 통해 이명박 정부가 얼마나 안보에 무능한 정권인가를 똑똑히 보았다"면서 "북한에 대한 압박과 제재를 강조하지만 대응할 능력도 갖추지 못한 무능한 정권이다"고 비판했다.
이회창 前 한나라당 총재 또한 이와 관련하여 “초기 대응은 아주 낙제점이라고 생각한다"면서 "천안함 폭침 사건이 일어난 뒤에 대통령과 정부는 강력응징을 다짐했습니다. 그래놓고 아무것도 안 한 거예요. 제가 사건이 터지고 나서 연평도에 직접 가서 보고는 기가 막혔습니다. 천안함 폭침 사건 때에는 반격을 못 했다고 하더라도, 다시 연평도 포격 도발 때에는 즉각 반격해서, 공격원점을 초토화하는 강력 대응을 했더라면 아마 초기에 상당한 사건의 진전이 있었을 것입니다"라고 비판하였다. 그리고 이명박 대통령이 담화문에서 "이제는 북한 스스로 군사적 모험주의와 핵을 포기하는 것을 기대하기 힘들다는 것을 알게 되었다"고 말한 부분과 관련해 "정말 이명박 정권이 그런 식의 생각을 기조로 해서 대북정책을 해왔다면 그것이 결국 오늘날과 같은 사태를 오게 만든 것"이라고 지적하며 "북한은 스스로 변하는 게 아니고 변하게 만들어야 한다는 게 분명한 대북정책의 기조가 돼야 한다"고 비판했다. 또한 "국민의 생명과 재산을 지키지 못한 점에 대해 책임을 통감한다"고 언급한 부분에 대해서도 "천안함 사태 때에도 대통령이 그렇게 얘기했다"며 "하지만 한 번 당하고 46명의 귀중한 생명이 희생당했는데 그후에 전혀 변한 게 없다"고 문제를 제기했다. 2016년에는 햇볕정책에 대한 비판에 이어 이명박 정부의 대북 정책에 대해서도 "이명박 전 대통령도 연평도, 천안함 사태 때 대북정책이 다 실패한 것"이라며 "그런데 인정을 안 한다"고 비판했다.
로버트 게이츠 前 미국 국방장관은 2014년 출간한 회고록에서 연평도 포격 사건 이후 이명박 정부가 대규모 보복 공격을 준비했었다고 밝혔다. "군용기와 포화가 동원되는 등 과도하게 공격적이었다”면서 이에 한반도에서 걷잡을 수 없는 긴장이 퍼질 것을 우려한 버락 오바마 대통령과 마이크 멀린 합참의장 등이 한국과 지속적으로 논의를 하여 확전되지 않도록 개입했다고 밝혔다.

#### 북한 사이버공격 대처 미흡
이명박 정부 당시 정부기관, 금융기관, 포털사이트 등에 대한 북한의 사이버 공격이 여러 차례 있었는데 정부 대처에 대해 여러 차례 문제점이 지적되었다. 정부 출범시 정보통신부를 해체하면서 정보보호·사이버 안보 관련 기능도 각 부처로 분산된바 있는데, 위기상황 대응시 부처간 혼란이 야기되면서 해체된 정보통신부가 담당하던 컨트롤타워 기능의 부재 및 정보보호 인력과 예산의 삭감을 지적하는 평가가 많았다.
2009년 7월 7일부터 9일까지 3차에 걸쳐 청와대, 국방부 등의 정부기관과 은행, 언론사, 정당, 포털사이트 등을 대상으로 한 사이버공격(7.7 DDoS 공격)이 있었다. 7월 10일부터는 악성코드로 인한 하드디스크 포맷도 진행되었다. 이에 대해 국정원은 '디도스 공격에 사용된 인터넷 주소가 북한 체신청이 사용해온 것‘이라며 북한을 공격의 배후로 추정했다. 공격 대응시 유관 기관들간에 혼선을 빚으며 과거 정보통신부가 담당했던 컨트롤타워의 부재가 문제로 지적되었다. 또한 정보 보안 위험수위가 갈수록 높아지고 있는 상황에서 이명박 정부의 정보보호 관리 인력과 예산의 삭감이 지적되기도 했다. 사이버공격에 대응하기 위한 인력은 과거 정통부 때 1국 3과 33명이었으나, 1과(방송통신위원회 네트워크안전기획과) 9명으로 축소된 뒤, 다시 1팀(방통위 네트워크정보보호팀) 7명으로 줄었다는 것과, 정보보호 인프라 강화를 위한 예산은 63억원(2005년)에서 29억원(2009년)으로 절반 이상 축소됐다는 것이다. 대응기관 중 하나인 방통위 관계자도 “인터넷 이용량이 많아지면서 보안 위험수위가 높아진 반면 이에 따른 대응수준은 약화된 측면이 있다”고 평가한바 있으며, 각 부처 담당자들 또한 기관 간 정보공유가 이뤄지지 않아 대응에 어려움이 있다고 말하면서도 보안 컨트롤타워를 어느 부처에서 운용하느냐를 두고서는 서로 입장이 달라 갈등을 보이기도 했다.
이어 2011년에도 3월 3일부터 사흘 동안 사이버공격(3.3 DDoS 공격)이 있었는데, 정부가 공격을 파악하고도 제때 적절히 대응하지 못해 사태를 키웠다는 지적이 나왔다. 당시 국가 사이버위협 대응체계가 삼원화(국가정보원, 방송통신위원회, 행정안전부)되어 대응하도록 분산되어 있기 때문이라는 것. 민간보안업체들이 공격을 예상하고 대응책을 마련해야 한다고 정부에 종용했음에도 3개 조직의 입장이 하나로 모이지 않는 바람에 더 지체됐다고 한다. 심지어 민간 보안업체들이 보도자료를 배포하려는 것을 정부가 말린 사실도 뒤늦게 드러났다. 보안업계 한 관계자는 "국정원 조직의 특성상 보수적으로 대응하는 것으로 보인다"며 "지난 정부에서는 한국정보보호진흥원(현 한국인터넷진흥원)과 국정원에 신고가 접수되면 정보통신부가 이 정보를 취합해 즉각 대응했기 때문에 상대적으로 신속했다"고 말했다.
또한 이어서 2011년 4월 12일에는 농협 전산망 마비 사태가 있었다. 18일 만인 4월 30일에 정상화되었지만 공격으로 많은 데이터 파일이 삭제되었고 일부 거래내역은 복구에 실패하였다. 이 때는 디도스 공격이 아닌 북한 정찰총국이 만든 악성코드에 의한 것으로 드러났다. 2011년 현대캐피탈 해킹사태, 카드사 고객정보 유출사건, 농협 사태 등으로 뒤늦게 정부 당국은 금융사에 대한 보안 요구사항을 의무화하는 법규를 추가하기로 조치하였다.

### 언론 장악

#### KBS정연주사장 불법 해임, 방송장악
2008년 8월 11일 이명박은 KBS 정연주 사장을 불법적으로 해임하였다. "KBS 사장의 임명권은 대통령에게 있다"라고 규정한 방송법을 '해임권한도 있다'라는 뜻으로 해석하여 이루어진 조치였다. 이에 대해 민주당은 "어떻게 대통령이 없는 권한을 행사해서 KBS 사장을 면직시킵니까? 이것은 명백한 법률 위반입니다."라고 비판하였으며, 시민단체들도 성명을 내며 크게 반발하였다. 이에 정연주는 해임 무효 소송을 제기했고, 2009년 11월 12일 법원은 "일부 경영상 잘못은 인정되지만 해임사유가 될 수는 없다."라며 해임이 무효라고 판결했으나, 이후 복직은 이루어지지 않았다.
이명박 정부가 들어서고 정연주가 해임된 이후 이병순이 KBS 사장으로 임명되었는데 낙하산 논란이 일며 갈등을 빚기도 했다. 이병순은 임명되자마자 소속 팀장 등의 동의도 없이 47명에 대해 인사발령을 내는 등 강력한 인사권을 행사하여 노조의 반발을 샀다. 이후 2010년 12월 30일 양정철 전 청와대 비서관은 KBS 사장 김인규가 청와대 고위 인사를 만나 "KBS를 장악할 사람은 나밖에 없다"라고 말한 사실을 폭로하면서 방송 장악 논란이 가중되기도 했다. 이후 KBS는 《시사투나잇》이 폐지되고 이명박과 성향이 다른 언론인들이 해임되는 일도 잇따랐다.
또한 이명박의 대선 후보시절 언론특보를 지낸 구본홍을 YTN 사장으로 임명하면서 비판과 반발이 일었다. 당시 YTN 노조는 구본홍의 출근 저지, 단식, 피켓 시위 등을 벌였다. 한나라당 원희룡 의원도 "방송은 독립성과 중립성을 갖고 다양한 목소리를 대변할 수 있는 방향으로 가야 하고, 그런 면에서 정권으로부터 독립성이 가장 중요하다"라며 이명박의 방송장악 시도에 대해 비판했다. YTN은 구본홍이 임명된 이후 인기 프로그램 《돌발영상》이 폐지되면서 아나운서들이 검은 옷을 입고 진행하는 등 많은 갈등이 일었다. 당시 《돌발영상》은 이명박의 '멜라민 발언' 등을 보도하면서 화제를 불러모으기도 했다.
MBC도 김재철 사장의 임명으로 인해 《PD수첩》 제작진이 이명박의 소망교회와 종교편향 논란을 취재하다가 전근 발령이 나는가 하면, 《후플러스》가 폐지되는 등 PD와 기자들간에 지속적인 갈등이 빚었다. 시사 프로그램 축소 폐지와 함께 이명박 정부에 비판을 제기하는 프로그램들의 방송 취소나 연기 되는 일도 잦았다. 2010년 12월 7일에 방송될 예정이었던 《추적60분》 <사업권 회수 논란, 4대강의 쟁점은?> 편이 불방되는 일이 있었고, 같은해 8월 MBC 《PD수첩》 <4대강, 수심 6M의 비밀>편도 불방되어 다른 프로그램으로 편성되는 일이 있었다. 특히 《PD수첩》은 국토해양부가 법원에 방송금지 가처분 신청을 냈다가 기각된 후 김재철이 긴급 방송보류를 결정해 노조원들의 반발이 있었다. PD와 기자들의 과도한 사법처리도 많았다. YTN 구본홍 사장의 출근저지를 벌이던 노조원들이 체포되거나, 2008년에 방송됐던 MBC 《PD수첩》 <광우병>편을 취재했던 취재원들은 31개월 동안 수많은 소환조사와 재판 끝에 무죄 판결을 받았다. 김동준 공공미디어연구소 실장은 "제도적 행위자 교체로부터 시작하여 말단 제작진 PD 교체 및 해임까지 이명박 정권의 방송 장악 의도는 탐사보도 프로그램의 존폐 과정에서 뚜렷이 나타났다"라고 지적했다.
2011년에 있었던 아덴 만 여명 작전에서 앰바고를 지키지 않은 언론에 대해 청와대가 징계 결정을 내렸는데 이 역시 언론에 대한 탄압이라는 비판이 제기됐다. 참여정부시절 앰바고를 지키지 않는 언론에 대해 징계를 하려던 절차에 대해 한나라당은 비판을 하며 반대해왔던 모습들과 모순적으로, 이번에는 앰바고를 지키지 않은 언론에 대한 징계를 하면서 정책적 모순이라는 지적도 제기됐다.
이러한 이유로 2011년 국제 인권감시단체 '프리덤하우스'는 한국을 '언론자유국'에서 '부분적 언론자유국'으로 강등하였다. 프리덤하우스는 "검열과 함께 언론매체의 뉴스와 정보 콘텐츠에 대한 정부 영향력의 개입이 확대된 데 따른 것"이라며 "최근 몇 년간 온라인상에서 친북 또는 반정부 시각의 글이 삭제됐고, 정부가 대형 방송사의 경영에 개입해 왔다"며 강등된 이유를 밝혔다.

#### 언론 탄압 논란
또한 방송통신위원회, KBS, YTN 등의 주요 방송·언론사 및 관련 기관장을 방송·언론에 전문적이지 못한 친정부 인사들로 채우고, 반대하는 직원에게 불이익을 주거나 신문과 방송의 겸영을 허용하는 정책(종편채널)을 추진하여 사실상 정부가 언론을 장악하려고 했다며 비판을 받는다. 이에 관해 방송·언론인 7800여 명은 ‘국민주권과 언론자유 수호를 위한 대한민국 언론인 시국선언 추진위원회’를 조직하고 언론인 시국선언 전국대회를 개최하여 이명박 정부는 언론 탄압과 국민주권 유린을 그만두라는 내용의 결의문을 발표했으며, 2008년 12월 26일에는 신문·방송 겸영에 반대하여 전국언론노동조합이 문화방송의 주도로 총파업을 하기도 했다.

#### YTN 장악 의혹
YTN의 《돌발영상》에 보도된 여러 가지 어록들과 함께 논란이 일기도 하였다. 2008년 멜라민 파동 당시 식약청을 방문하여 멜라민이 첨가되어 문제된 제품들을 살펴보는 중에 "(포장지에) 멜라민이란 말이 없네"라는 발언을 해 논란을 일으켰으며, 3월 5일에는 ‘마이너리티 리포트’편에서 천주교정의구현사제단의 ‘삼성 떡값 명단’ 발표에 앞서 이동관 당시 대변인이 미리 해명한 일에 대한 비판을 실어 방송하여 논란이 일었으며, 이러한 비판 보도를 하는 YTN에 대해 언론 장악이라는 의혹에도 불구하고 돌발영상은 폐지되었다. 후에 우여곡절 끝에 돌발영상이 부활한 후 ‘궁금증’편에서 이명박이 참다래 농장을 방문해 "미생물이 어디 있어? 안 보이네"라는 발언을 방송하여 또다시 논란이 일고난 후 구본홍 YTN 사장이 급작스레 사표를 내고 보도국장이 바뀌고 돌발영상의 임장혁 PD가 3개월 대기발령 조치를 받는 등 YTN에 대한 언론장악 의혹은 끊이지 않았다.

#### 언론에 경제논리 적용
2008년 전국언론노동조합 총파업과 관련해, 2008년 12월 26일 이명박 대통령은 방송통신위원회 업무보고 자리를 통해 방송통신 정책 문제는 "정치논리가 아닌 경제논리로 풀어야 한다"라는 견해를 밝혔다. 이런 맥락에서 이 대통령은 방·통융합에 대해 '새로운 일자리 창출'과 '신성장동력'으로서 경제적 의미를 주로 강조했다.
그러나 방·통 융합을 비롯한 방송정책 문제를 순수 경제적 의미에 국한하는 것은 썩 현실적이지 않다는 견해들이 나오고 있다. 강형철 숙명여대 언론정보학과 교수는 "방송의 기능에는 경제영역 외에도 정치, 사회, 문화 영역이 동시에 존재한다. 경제논리만 강조하면, 여론형성, 문화창조, 사회통합 등의 방송의 여러 사회적 역할에 대한 성찰이 약화할 수밖에 없다."라고 지적했다.
최영묵 성공회대 신문방송학과 교수는 "미디어의 본래 기능은 경기부양, 고용창출이 아니라, 현실감시, 여론형성 기능이 더 강하다. 현재 한나라당과 정부가 언론 영역에 개입해 바꾸려고 하는 인터넷의 사이버모욕죄 도입, 신문·방송 겸영 허용, 방송 구조개편 등이 모두 여론 형성과정을 흔드는 정치논리로 접근하고 있다. 경제논리를 이야기하는 것은 정치적 의도를 감추려는 의도로밖에는 보이지 않는다."라고 지적했다. 또한, 최 교수는 국제적 미디어그룹을 만들려고 언론 관련법을 바꿔야 한다는 게 한나라당의 주장인데, 언론소비자가 한정돼 있는데 법이 바뀐다고 갑자기 세계적인 미디어그룹이 성장할 수 없다고 지적했다. 그는 케이블 텔레비전이 도입된 지난 10년간 고용창출은 2만 명이 채 안 된다며 경제논리로만 따진다면, 신문사의 문을 닫고 공장을 만들어야 한다고 비판했다.

### 여론 조작
국가정보원 여론 조작 사건, 선관위 디도스 사건 등의 사건이 있었다.

### 근로자 탄압

#### 노동 정책 관련
이명박 정부는 노동자와 경영자간의 갈등(노사 갈등)이 일어날 경우 과도하게 경영자 입장에만 선다는 비판이 제기됐다. 특히 시위의 경우 빠르게 신속하게 경찰 병력을 투입하고 구속시키는 일방적인 입장은 비판의 대상이 됐다. 대표적으로 유성기업 사건과, 한진중공업 사태 등이 있다. 이 사건들에서 이명박 정부 김황식 총리는 근거가 없는 "연봉 7천만원 받는 노동자"라는 발언을 해 반노동적 성향을 드러냈다는 비판이 제기됐다. 유성기업 노조측은 "연봉 7000만원은 30년 이상 장기 근속자 등 일부에 해당할뿐"이라고 반박했다. 민주노총은 "땀 흘려 일한 정당한 대가를 받는 유성기업 노동자들을 졸지에 파렴치범으로 만든 이명박 대통령을 비롯한 어느 누구도 유성기업 노동자들에게 사과를 했다거나, 방송을 이유로 징계를 받았다는 얘기는 들어보지 못했다"라고 비판했다. 한진중공업 사태때 경찰은 '정리해고와 비정규직 없는 세상'을 외치며 영도조선소를 찾은 7000여명의 '희망버스' 참가자를 향해 최루액을 난사하며 행진을 저지했다. 이에 이정희 민주노동당 대표, 노회찬 전 진보신당 대표 등 야당의 주요 정치인도 피해를 입었으며, 이 과정에서 심상정 진보신당 상임고문, 이광석 전국농민회총연맹 의장 등 총 50여명이 연행됐다.

#### 전교조 해임 논란
이명박정부의 교육과학기술부는 전교조에 대해 수차례 징계를 내리며 대립해 왔다. 2009년 6월에는 1만 7000명에 대해 파면, 해임 등 무더기 징계를 내렸다. 교과부는 "전교조의 시국선언은 국가공무원법의 집단행위 금지 조항과 교원노조법의 정치 활동 금지 조항을 어긴 것"이라고 밝혔지만, 전교조는 표현의 자유를 억압하는 것이라며 반발했다. 2009년 7월에도 시국선언을 한 교사 15명에 대해서 징계를 내렸고, 2010년 5월 23일에는 전교조 134명에 대해 파면과 해임 등의 중징계를 내렸다. 이들 중 상당수는 민주노동당 등에 가입하여 후원을 한 것으로 밝혀지면서 교과부는 '교사의 정치적 중립'을 이유로 징계하였다고 밝혔으나 정작 한나라당을 후원한 교사들에 대해서는 징계는 물론 어떠한 수사조차 하지 않아 형평성 논란이 불거지기도 했다. 한국을 방문한 프랭크 라 뤼 유엔 특별 보고관은 "정치적 중립의 원칙에 기초하더라도 교사 등 공무원에게 근무시간 외에 정치 의사를 표현할 자유는 보장되어야 한다"며 전교조의 징계에 대해 우려를 표명했고, 국제 엠네스티도 "공무원과 교사의 정치활동을 제한하는 법이 과도해 정치 참여 및 결사의 자유, 그리고 표현의 자유를 침해하고 있다"라고 지적했다. 또한 이러한 무더기 징계를 내린 것에 대해 한나라당 남경필의원조차 "형이 확정되지 않은 상태에서 예단해서 파면해임 한 것이 과도했다는 주장에 납득이 된다"라고 우려를 표명했다. 성추행, 성희롱 등 4대 교원 비리에 대한 징계는 대부분 정직이나, 감봉 등의 경징계를 받는데도 불구하고 2년 전에 민주노동당에 2만원을 후원했다는 이유로 해임을 하는 등 무더기 파면, 해임하는 징계의 수위가 적절하지 못하다는 지적이 나왔다.

#### 경제만 살리면 그만이지
이명박과 그의 지지자들의 경제지상주의에 대한 풍자의 일환으로, 이명박 후보에 대한 비판이 제기될 때마다 인터넷 포털사이트에서 '~ 좀 하면 어떠냐? 경제만 살리면 그만이지.'라는 댓글이 유행하기 시작하였다. 이는 이명박의 도덕적 결함을 무시하고 이명박을 경제를 살린다는 이유만으로 당선시켜준 것을 비꼬아, 이명박 대통령의 도덕적 문제가 발생했을때, "경제만 살리면 그만이지 뭐 그런 거로 따지냐?"라는 글을 남겨서 풍자하는 것이다. 예를 들어, 이명박 자녀의 위장취업 문제가 불거졌을 때는, '위장취업 좀 하면 어떠냐? 경제만 살리면 그만이지.'라는 댓글이 달리고, 현충원 방명록에 남긴 글의 맞춤법이 틀렸다고 지적되었을때는, '맞춤법 좀 틀리면 어떠냐? 경제만 살리면 그만이지.'라는 댓글이 달리기도 하였다.

### 반대파 탄압

#### 노무현전 대통령 수사·서울광장개방
2009년 5월 노무현이 서거하고 나서 그에 대한 검찰의 수사가 중립적이었는지, 원칙을 벗어난 표적수사를 한 것은 아닌지에 대한 비판이 제기되었다. 검찰은 원칙대로 수사 하였다고 밝혔으나 논란은 가라앉지 않았고, 여론조사에서도 60%가 넘는 사람들이 이명박과 검찰의 책임이라고 응답하였다. 이러한 논란속에서 이명박 정부는 광장에 사람이 모이게 되는 것에 2008년에 있었던 촛불집회처럼 대규모 집회가 될 것을 우려하여 서울광장을 경찰병력을 이용하여 폐쇄하였다. 이러한 폐쇄는 노무현 영결식 전날까지 이어졌으며 서울광장에 노무현을 추모하러 온 사람들은 이해할 수 없다는 반응을 보였다. 심지어 덕수궁에 마련해놓은 분향소를 보수단체가 기습하여 훼손한 것을 경찰이 완전철거를 하여 크게 비판되기도 하였다. 이에 대해 SBS 편상욱 앵커는 나이트라인에서 "시민들 돈으로 월급 받는 경찰이 시민들이 설치한 덕수궁 분향소에서 천막을 빼앗았다. 추모 행사를 서울광장에서 열어야 한다는 여론이 70%에 달해도 경찰은 시민들 돈으로 산 버스로 광장을 봉쇄했다"며, "누구를 위해 왜 존재하는지, 실제로 경찰을 움직이는 분들은 다시 한번 생각해보길 바란다"라고 비판하기도 하였다. 강력한 항의가 빗발치자 노무현 영결식 당일날인 5월 29일에만 개방하고 또 다시 폐쇄하였다. 이처럼 광장의 개방에 극도로 민감하게 반응하는 정권에 대해 '광장 공포증'이 있다고 부르기도 하였다. 그러나 8월에 김대중의 서거때는 서울광장을 서슴없이 개방하였다는 점에서 모순된 서울광장 개방 정책에 대한 비판이 제기되기도 하였다. 또한 광장 개방에 폐쇄적이었던 서울시에 대한 비판도 제기되었으며, 서울시는 서울광장과, 광화문 광장의 사용 허가 조건을 엄격하게 바꾼 것으로 밝혀졌다. 당시 경찰이 버스를 이용해 명박산성으로 추모자들을 막은 것에 대해 2011년 7월 헌법재판소는 "국민의 행동자유권을 침해해 위헌"이라고 판결했다.
2010년 5월, 그동안 집회가 금지되었던 서울광장이 2년만에 개방되었다. 갑자기 이렇게 개방된 데 대해 유엔 의사표현의 자유 특별보고관 '프랑크 라 뤼'가 방문해서 조사하고 있기 때문이라는 지적이 제기되었다. 또한 정부는 그동안 3회 경고방송에 응하지 않으면 강제해산이나 연행에 나섰던 것과는 크게 다른 모습을 보이기도 하였다. 5월 6일 있었던 서울광장 집회에서는 50여개 시민사회단체들로 구성된 인원 1000여명이 참가했다.

#### 노무현의 죽음에 관한 의혹

故 노무현 대통령의 영결식

2009년 5월 23일에 일어난 노무현 전 대통령의 자살은 검찰에 의한 정치적 타살이라는 주장이 제기되기도 하였다. 검찰의 무리한 수사에 대한 최종 책임자를 이명박 대통령으로 보는 견해이다. 그러나 노무현 및 그 측근들이 스스로 자초했다는 견해도 있다. 노무현 수사에 대한 비판 여론이 일고 있던 가운데 2009년 6월, CBS 라디오 프로그램인 《시사자키》에서 진행자인 김용민 전 한양대학교 교수는 이명박의 정적에 대한 살해 행위에 대한 비판과 그에 따른 이 대통령의 비참한 최후를 이야기 한 후 "여기서 말한 이 대통령은 이승만이다. 현재까지는…."이라는 말로 이명박을 우회적으로 비판하였다. 이 여파로 이명박의 지지율이 떨어지기도 했다.

#### 노무현추모 시민분향소 철거 관련
이명박 정부는 대한민국의 16대 대통령 노무현을 추모하기 위한 시민분향소를 경찰력을 동원하여 강제로 철거하고 시민분향소를 운영하는 사람들을 강제로 연행하는 등 크게 물의를 빚었다. 이에 "정치보복도 모자라 이젠 전직 대통령을 추모하는 것조차 금지시키고 있다"라는 여론이 있었고, "단순히 서거한 전직 대통령에 대한 추모일뿐인 시민분향소를 이명박 정부는 불법집회의 가능성이 있다는 이유만으로 과잉 제재하고 있다"라는 여론이 있었다.
노무현의 영결식에 참석한 이명박은 경건해야 할 자리에서 수 차례 실소를 터뜨렸다는 논란을 빚기도 했다. 이명박, 김윤옥 부부가 영정에 헌화하는 장면 등의 현장 생중계 화면을 놓고 네티즌들 사이에 이명박과 김윤옥이 웃음 지은 것이 아닌가 하는 논란이 일었다. 청와대는 국회의원 백원우 등이 빚은 소동에 대해 노무현 정부 청와대 비서실장이었던 문재인이 사과한 데 대해 이명박이 괜찮다는 반응을 보인 과정에서 나온 표정이라고 해명하였다. 또한 이명박, 김윤옥이 차에서 내려 식장에 입장하기 직전까지 가슴에 꽃을 달지 않은 것이 방송 화면에 잡혀 이를 지적하는 의견도 있었다.
한편, 영결식과 노제가 끝난 직후인 2009년 5월 29일 밤 시민분향소 천막을 다시금 강제 철거하면서 물의를 빚었다. 이에 대해 민주당 의원들이 서울지방경찰청장을 항의 방문하였고, 이 자리에서 주상용 청장은 의경들이 현장 활동 반경을 실수로 벗어나 저지른 실수일뿐이라고 해명하였다. 그러나 경찰지휘관이 시민분향소의 철거를 지휘하는 동영상이 인터넷에 유포되어 이 주장마저 허위사실임이 드러났다. 그리고 실제 병역의 의무가 부과된 의경들은 현역병과 같은 신분으로서 명령 없이는 공적인 행동이 금지되어 있다.

#### 노벨평화상 취소 공작
이명박 정부 당시 국가정보원은 원세훈 국정원장 재임시 김대중 전 대통령 서거 뒤 노벨평화상을 취소시키기 위해 보수단체를 앞세워 노르웨이 노벨위원회에 '김대중의 노벨평화상 수상은 취소되어야 합니다'라는 내용의 영문 청원서를 보내는 등 노벨상 취소 공작 계획을 세우는 것은 물론 실행 과정도 국정원이 관여했으며, 그 과정에서 국정원 예산이 집행된 사실도 드러났다. 노벨상 취소 공작 계획이 원세훈 원장에게 보고된 사실도 확인되었다.
또한 '라프토 인권상' 취소 청원 공작도 계획했던 것으로 드러났다. 공개된 심리전단 보안등급 내부 보고서에 따르면 "노벨평화상을 취소시키려면 이에 앞서 받은 권위있는 인권상인 라프토상을 취소시키는 '단계적인 공작'이 필요하다"면서 "자유주의진보연합 간부를 통해 노르웨이의 라프토상 시상단체에 서한을 보내겠다"는 계획을 당시 원세훈 원장 등 수뇌부에 보고했던 것으로 밝혀졌다.
이에 대해 MB 핵심 측근인 김효재 전 청와대 정무수석은 “대한민국 대통령이 전직 대통령의 노벨평화상 취소를 생각했다는 것은 있을 수 없는 일”, “국정원 직원이 개인적인 차원에서 노벨평화상 취소에 대해 언급을 했을 수는 있겠지만 어떻게 정권 차원에서 그럴 수가 있나”고 해명했다.
그리고 2009년 어버이연합 회원들이 서울현충원 앞에서 벌인 김대중 부관참시 퍼포먼스의 배후에 국가정보원이 있었다고 밝혀졌다. 원세훈 전 원장이 이끌던 국정원 심리전단 소속 요원 A씨가 어버이연합 간부에게 김대중 전 대통령 현충원 안장 반대 시위를 요청했다고 한다. 이에 대해 국정원 A씨는 시위 요청 사실이 있었다고 진술했지만 추선희 어버이연합 사무총장은 국정원의 요청으로 퍼포먼스를 한것은 아니라며 혐의를 부인했다.
이와 관련해 정치권에서는 부정적 평가가 많았다. 안철수 국민의당 대표는 "있을 수 없는 일이다. 사실로 밝혀진다면 전 세계 웃음거리가 될 내용"이라며 "진상을 밝혀야 한다고 본다"는 입장을 밝혔다. 이종찬 前국정원장은 "원세훈 원장이 정치에 개입한 것은 무엇이라고 해도 변명이 될 수 없습니다"는 입장을 밝혔다. 박지원 국민의당 의원은 "천벌을 받아 마땅한 일"이라고 했고, 더불어민주당 추미애 대표는 "노벨 평화상 수상은 국격을 높이는 국가적 영광이다. 국익을 손상한 이명박 정부를 개탄한다"고 말했으며, 우원식 원내대표는 "일종의 반역행위를 한 것"이라고 평가하는 등의 여러 발언이 나왔다.

#### 데이비드슨, 연어 프로젝트
이명박 정부 시절 국정원이 대북공작금 10억여원을 유용하여 전직 대통령들에 대한 공작을 펼친것으로 밝혀졌다. 먼저 2010년부터 2012년까지 김대중 전 대통령의 해외 비자금을 추적하는 국정원의 비밀공작, 일명 '데이비드슨 프로젝트'를 가동했는데 여기에 동원된 국세청 직원들이 관련 정보를 알아보기 위해 미국 국세청 직원에게 거액의 뇌물을 건넨 것으로 밝혀졌다. '데이비드슨 프로젝트'는 2년 넘게 지속됐지만 김 전 대통령의 비자금과 관련된 어떤 증거도 찾지 못한 것으로 알려졌다. '연어 프로젝트'는 노무현 전 대통령의 해외 비리를 증언해 줄 관계자를 국내로 송환하겠다는 취지로 추진되었다. 2010년 '노 전 대통령이 미국의 한 카지노 전직 마케팅 디렉터에게 비자금 13억원을 전달했다'는 주장이 제기된 시점으로, 국정원은 이 역시 뒷조사했지만 근거가 없다고 결론을 내린 것으로 알려졌다.

#### 4대강 사업 반대파 사찰
이명박 정부 시절 국정원이 4대강 사업에 반대하는 학자들을 사찰하고 치밀하게 불이익을 준 것으로 확인됐다. 사찰 대상이 됐던 민간인은 30여 명으로 확인됐는데 주로 반대 의견을 피력했던 학자들과 시민단체 활동가들인 것으로 알려졌다. 사찰 방식은 단순한 동향 파악에 그치지 않고 교수들의 외부 활동 내역을 일일이 들여다보면서 외부 연구 용역심사에서 탈락하게 만들었다. 또 교수 평가에 부정적인 의견을 담도록 해 대학의 교수 평가에 관여함은 물론 교수들로 하여금 압박을 느끼도록 했다.
과거 한나라당 비상대책위원을 맡는 등 '보수 논객'으로 불렸지만 이명박 정부의 4대강 사업에 비판적 이었던 이상돈 의원 또한 사찰을 받은 것으로 드러났다. 이에 대해 그는 "2009∼2010년 내게 벌어진 일은 개인이 산발적으로 할 수 있는 일이 아니리라 생각했다”면서 “국정원이 국내 정치 관여를 넘어 민간인을 사찰하고 겁박하는 일은 다시는 있어서는 안 된다”고 말했다. 이어 "기사에 댓글을 달고, 개인 블로그에 욕을 쓰고, 학교 앞에서 피켓 시위를 하거나 아파트 단지까지 찾아오는 일은 웬만한 사람이 겪으면 충격으로 다 포기하게 됐을 것"이라며 "심리적 충격을 줘서 정부 비판을 못 하게 하는 것을 노린 것"이라고 덧붙였다.

### 소통 부족과 일방주의

#### 소통 부족
대통령으로서 국민과의 소통을 중요시하지 않고 일방적으로 의사결정을 한다는 비판이 임기 초부터 꾸준히 제기되었다. 그 발단은 초대 내각 인선으로 여겨진다. 내정자들이 특정 집단 위주(소위 '고소영', '강부자' 's라인')에 편중되었으며 투기 등 수많은 의혹을 안았다는 점이 문제가 되었는데, 당시 당선인 이명박은 비판 여론을 충분히 수렴하지 않고 무대응으로 일관하였다. 특히 여러 의혹과 반대를 무릅쓰고 최시중 방송통신위원회 위원장, 김성호 국가정보원 원장 등의 인사를 단행하여 커다란 논란과 함께 지지율 하락을 겪었다.
소통 부재는 2008년 5월 촛불 집회를 거치면서 이명박 정부의 가장 큰 문제 중 하나로 대두되기 시작하였다. 미국산 쇠고기 수입 논란과 국정 운영에 관한 대통령의 두 차례의 대국민 사과 에도 불구하고, 정부가 대화와 여론 수렴은 뒷전으로 한 채 일방적으로 자신의 입장만을 전달하고 상황을 모면하려 한다는 비판을 받았다. 특히 첫 번째 사과 이후에도 시위에 배후 세력의 음모가 있다는 등의 인식을 보여 격렬한 비난 여론을 불러 일으켰다. 시위가 장기화되면서 대화보다 경찰의 물리력을 동원한 진압에 주력하여 집회의 합법성 논란과 함께 과잉 진압 논란이 불거졌다. 또한 국민과 소통을 강조한 두 번째 사과 후 일주일 만에 반대 여론에도 불구하고 쇠고기 수입 고시를 강행하여, 이 조치의 정당성이나 현실적인 어려움와는 별개로 소통을 외면하려 한다는 비판을 받았다. 촛불 집회 과정에서 보인 일방주의적인 대응과 '소통' 방식은 정부에 대한 신뢰를 떨어뜨렸다.
2008년 6월 10일 계획된 대규모 시위에 대응하기 위해 경찰이 광화문 사거리에 설치했던 이른바 '명박산성'은 정부와 국민 사이의 소통 부재와 단절을 상징적으로 보여주었다는 평이 있다.
소통 부재에 대하여 언론과 시민 사회에서는 정부가 '귀를 막고 듣지 않는다'라는 점을 지적하였는 가 하면, 이명박 정부 측에서는 국민들에게 정확한 정보와 정책을 충분히 '홍보'하는 데 실패했다고 보는 인식의 차이가 있다.
이명박은 촛불 집회 기간 중 국회 연설에서 "부정확한 정보를 확산시켜 사회불안을 부추기는 '정보전염병'(infodemics)도 경계해야 할 대상"이며 "감정에 쉽게 휩쓸리고 무례와 무질서가 난무하는 사회는 결코 선진사회가 될 수 없다"라고 발언하였다. 인터넷을 통해 유포되는 광우병에 대한 잘못된 정보와 근거 없는 괴담의 문제점을 지적한 것이라는 의견도 있는가 하면, 촛불 집회의 매개체가 되었던 인터넷의 역기능만 지나치게 강조하였다는 비판도 있다. 2개월 뒤에도 인터넷을 통한 개인정보의 침해와 불건전한 정보 유통의 피해를 지적하며 '정보전염병' 차단을 다시 언급하였다.
이같은 그의 입장은 2008년 하반기 이후에 벌어진 사이버 모욕죄 신설 논란, 미디어 법 개정 논란, '미네르바' 구속 사건 등과 맞물리면서 이명박 정부가 소통의 부재 차원을 넘어 미디어를 장악하고 국민의 눈과 귀를 막으려 한다는 야당과 시민 사회의 비판을 받았으며 이를 두고 '독재정치'라는 주장이 나오기도 하였다. 2010년 12월에는 천안함 침몰 사건이나, 연평도 포격같은 비상사태가 발생할 경우 인터넷 관련 글을 심의 없이 곧바로 삭제할 수 있는 방안을 추진하여 여론을 탄압하려는 것이라는 비판이 제기됐다. 2011년 5월에는 트위터 계정 '2MB18nomA'에 대해서 방통위가 접속차단 조치를 함으로써 인터넷 여론 재갈물리기 논란에 다시금 불씨를 지폈다.
한나라당 국회의원을 지낸 윤여준은 "현 정부의 가장 큰 문제점은 '소통의 실패'에 있다"라고 지적하였으며, 2009년 6월 3일 MBC가 실시한 여론조사에서 응답자의 79.8%가 '이명박 대통령이 국민과 소통이 부족하다'라는 데에 동의하였다. 이러한 논란 속이 명진 스님은 "현 정권을 4자성어에 빗댄다면 "쥐 귀에 경 읽기", 즉 "서이독경 정권"이라며 강도 높게 비판하기도 했다.
여러 차례 소통 부족을 지적 받은 데 이어, 보수 언론까지도 소통 부족을 지적하기에 이르렀다. 조선일보는 사설에서 "별 희한한 국민 소통을 다 보겠다." 및 "이 정부 3년 내내 제대로 된 기자회견은 한 번도 없었던 셈이다."라고 비판했다. 그 사설에서 3년 동안 기자회견이라고 이름 붙인 행사를 20여 차례 가졌지만, 의례적인 회견이거나, 정부 치적에 관한 것이었고, 그나마 질문조차도 주제를 한정시키거나, 그 틀에서 벗어나면 질문을 받지 않거나 듣지 않은 걸로 해 버렸다고 비판했다. 전임 김대중·노무현 대통령이 각각 150회 이상 기자회견을 했고, 이명박 대통령이 '친구'라 부르는 오바마 대통령만 해도 지난해에만 27차례 기자회견을 했음을 들어 소통이 없는 기자회견을 비판했다. 또한 그러한 형식적 기자회견도 청와대에서 기획하고, 언론사는 방송장비만 제공하기로 했다고 밝혔다.

#### 회전문 인사와 코드 인사
회전문 인사나 '강부자', '고소영' 등 코드 인사를 한다는 의혹이 있고 내정된 인사들이 위장전입, 투기 등 불법 사항 하나씩 가지고 있는데도 임명을 강행하였다. 이러한 도덕성 이유로 중도에 낙마하는 사례가 잇따랐다.
이명박의 인사 행태는 보수 언론인 조선일보로부터도 혹평을 받았다. 조선일보는 양상훈 칼럼을 통해 인사를 잘못해도 어떻게 이토록 잘못할 수 있느냐고 '감탄'을 불러일으킬 정도의 사람에게 주는 노벨인사상이 있다면 이명박 대통령이 받아야 한다면서 이 대통령의 인사가 사람들을 어이없게 만들고, 화나게 하고, 짜증나게 만드는 데 있어서 거의 '예술'의 경지에까지 이르렀다고 보기 때문이라고 했다. 조선일보는 첫째, 이 대통령은 인사로 만들어지는 전체 그림을 볼 줄 모른다면서 첫 비서진을 단 두 개 지역 출신만으로 구성한 것이 그 사례라고 지적했다. 둘째, 왜 하필 그 사람을 골랐느냐는 질문에 답을 할 수 있는 명분이 있어야 하는데 이 대통령이 헌법기관인 감사원장에 자신의 비서 출신을 앉히려 했던 것은 명분을 짓밟는 것이었다고 했다. 셋째, 이 대통령은 사람을 볼 줄 모른다는 것이다. 예컨대 딴 사람은 몰라도 그 사람만은 안 된다는 바로 그 사람을 고른다는 것이다. 마지막으로 이명박은 '인사를 잘못한다', '할 줄 모른다'라는 평가를 인정하지 않는 것 같다고 지적했다.
국회동의없이 임명 강행한 비율은 2019. 9. 기준으로 문재인 정부 48.3%, 이명박 정부 44.2%, 박근혜 정부 41.4% 순이다.

#### 종교 편향
이명박의 종교 편향 논란은 임기 초반때부터 꾸준이 나왔다. 이명박이 다니던 소망교회 목사를 청와대로 불러 예배를 하는 모습이 그러한 인식을 불러 일으켰다. 이 때문에 이명박은 한동안 청와대에서 예배를 자중하기도 하는 등 소통의 모습을 보였다.
2008년 5월 초에는 주대준 당시 청와대 경호처 차장이 한 신문과 한 인터뷰에서 '모든 정부 부처 복음화가 자신의 꿈'과 서울시장시절 '서울시를 하느님께 봉헌하겠다' 등의 발언을 한 동영상이 알려지면서 다른 종교를 자극했다.
2008년 6월 말에는 정부가 관리하는 수도권 대중교통정보 시스템 '알고가'에 모든 생활 정보가 표기된 가운데 유독 수도권 사찰의 표기만이 빠졌음이 드러나면서 불교계는 크게 분노했다. 당시 불교계는 '이미 2002년 건교부가 구축했던 알고가 시스템에 수많은 데이터가 축적되어 있었음에도 굳이 새롭게 시스템을 구축하면서, 이전 알고가 시스템에 포함되어 있던 사찰 등의 지리 정보를 누락시킨 것은 특정 종교를 선교하기 위한 것이 아닌가' 하는 의혹을 제기했다. 불교계가 강하게 반발하자 국토해양부는 "시스템 유지 관리 위탁을 받은 업체가 꼼꼼히 점검하지 않아 생긴 실수였다"라고 해명했지만, 조계종 중앙신도회와 종교평화위원회는 '알고가에서 불교의 사찰과 상징물을 제외한 것은 누군가의 지시와 감독이 수반된 일이라고 판단할 수밖에 없다'라며 관련 공무원의 엄중 처벌을 요구했다.
논란의 와중에서 '전국경찰복음화 금식대성회' 포스터에 어청수 당시 경찰청장이 조용기 목사와 나란히 찍은 사진이 사용되면서 불교계를 더욱 자극했다. 사태가 심각하게 번질 것을 우려한 정부‧여당은 조속히 진화에 나섰다. 한승수 당시 국무총리가 종교적 형평성을 강조한 공문을 각 부처에 하달하고, 박희태 한나라당 대표 최고위원이 불교계 인사들을 예방해 '불심 달래기'에 나섰다.
하지만 2008년 7월 29일 경찰이 촛불시위 관련 수배자를 잡는다며 당시 조계종 총무원장 지관 스님이 탄 승용차를 과잉 검문한 일이 벌어지면서 불교계의 분노는 극에 달했다. 조계종은 "한승수 총리의 종교 편향 재발 방지 약속이 전혀 실현되지 않고 있다"며, 어청수 경찰청장의 파면과 공개 사과를 요구했다.
불교계의 불만은 마침내 그해 8월 27일 서울시청 앞 광장에서 '이명박 정부의 종교 편향 행위에 항의하는 범불교도대회'로 표출되었다. 당시 대회에는 27개 종단 20여 만 명(경찰 추산 6만 명)의 승려와 불자들이 참가했다. 3일 뒤에는 오대산 상원사의 전 주지 삼보스님이 조계사 대웅전에서 정부의 '종교 차별'에 항의하는 할복을 시도하기도 했다.
불교계와 정부의 첨예한 갈등은 같은 해 9월 9일 이명박 대통령이 TV 생중계 '대통령과의 대화'에서 "국민통합을 위해 불교를 포함한 종교와 사회 통합을 폭넓게 하겠다"라며 "그렇게 보이지 않았다면 저의 불찰"이라는 사과 표명으로 일단락되는 듯했다. 당시 불교계는 이 대통령의 '불찰'이라는 표현이 '유감'보다 진정성을 담고 있다고 판단하고 이명박 대통령의 사과와 재발 방지 약속을 사실상 수용했다. 1월 19일에는 '불교계 4대강 운하개발사업 저지 특별대책위원회' 위원장을 맡고 있는 김포 용화사(조계종) 주지 지관 스님이 심야에 만취한 경찰관 2명으로부터 폭행당해 입원하는 사건이 벌어져 불교계를 분노케 했다.
문제가 불거지자 강희락 경찰청장이 2월 9일 조계종 총무원을 방문해 "불미스러운 일로 심려를 끼쳐드려 죄송하다"며 사과와 함께 재발 방지를 약속했다. 자승 총무원장은 "피해 당사자가 용서하겠다는 의사를 전해와 종단도 그 뜻을 존중하려 한다"며 사과를 받아들였다.
1월 28일에는 조계사에서 열릴 예정이던 진보 성향의 시민단체 행사가 국정원 직원의 압력으로 취소되었다는 의혹이 제기되었다. 시민모임 '진실을 알리는 시민'은 "조계사에서 열 예정이던 사랑의 라면탑 쌓기 행사가 장소 제공 문제로 연기됐다"며 행사가 연기된 데는 국정원의 압력이 있었다고 폭로했다. 조계사의 한 관계자도 "국정원 쪽에서 (행사나 주최 단체가) 너무 정치 성향이 강한 것 아니냐"라는 전화를 걸어온 사실과 함께 이 국정원 직원의 명함을 언론에 공개했다. 사건이 불거지자 경제정의실천불교시민연합 등 9개 불교단체들은 "한국 불교를 상징하는 심장 같은 사찰인 조계사에 국정원 직원이 압력을 행사한 것은 사정기관을 동원해 지속적으로 민주주의를 억압하고 국민의 생각과 행동마저 통제하려는 이명박 정부의 국정 철학이 빚어낸 결과"라고 밝혔다.
2011년 3월, 이명박은 조찬기도회에 참석했는데, 이 자리에서 목사 앞에서 무릎을 꿇어 논란을 일으켰다. 대통령은 국민의 대표이기 때문에 개인적인 신앙에 의해 아무데서나 무릎을 꿇면 안된다는 지적이 일었다. 이 사건은 이명박의 종교편향을 매우 상징적으로 보여준 사건으로 여야를 막론하고 우려의 목소리가 나왔다. 정태근 한나라당 의원은 "국민들이 지켜보는 상황에서 예정에 없던 일이 벌어진 것은 옳지 않다"라고 말했고, 김부겸 민주당 의원도 "우리 사회가 가진 종교적 다원성과 풍요로움이 훼손될 수 있다"며 우려했다. 대통령이 앞에 있는데서 '무릎을 꿇자'라고 말한 목사에 대한 비판도 제기됐다. 한나라당 한 중진 의원은 "개신교계가 지나치게 오만해졌다"면서 대한민국 개신교를 전반적으로 비판하기도 했다. 불교계의 반발도 커졌다. 이 사건을 취재하기 위해 MBC 《PD수첩》이 취재에 들어갔으나 갑자기 방송이 취소되고, 담당 PD가 갑자기 징계가 되는 등 언론탄압 논란으로도 확산됐다.
이러한 종교 편향 논란이 일던 가운데 2010년 10월 실시된 여론조사에서 이명박이 다니던 소망교회 신도들은 84%가 '잘 하고 있다'라고 답변한 반면, 이명박과 대립해온 불교 봉은사 신도들은 29%만이 '잘 하고 있다'라고 답변하여 종교 편향에 따른 갈등이 지지율로도 나타났다. 결국 명진스님은 "연평도 포격 사태 이후 이 대통령은 국민의 단합을 강조한 것으로 안다. 그러나 현 정권은 포항 등 영남지역과 동지상고·소망교회에 편중된 인사, 빈부 갈등을 심화시키는 정책들, 최악의 남북갈등 상태 조장, 특히 종교갈등까지 부추키고 있다"면서 "입으로는 사회 통합을 말하면서 속으로는 사회를 분열시키고, 갈등을 조장하는 게 현정부다. 아예 얼굴에 철판을 깐 '철판 정권'이다"라고 비판했다.

#### 친이계 독선
김영삼 전 대통령과 김종필 전 총재는 2008년 3월 26일 서울 강남에서 회동을 갖고 한나라당 공천 결과가 편파적으로 진행됐다는 데 의견을 같이하고 이 대통령을 강력히 성토했다.박근혜 한나라당 전 대표는 "국민도 속고 나도 속았다"라며 이명박 대통령의 친이계 독선을 비판했다. 또한 친이계를 중심으로 추진되던 세종시 원안 백지화와 관련해서도 박근혜는 '원안 플러스 알파' 입장을 내놓으면서 친이, 친박 갈등의 불씨가 되기도 하였다. 이명박은 자신의 정책에 대해 잘못을 인정하지 않는 부분도 비판의 대상이 됐다. 정두언은 "이명박 대통령이 경제정책을 잘못한 것에 대해 승복하지 않아서 그 부담을 당이 다 지고 있다"라고 지적했으며 홍준표는 "이 대통령이 가장 잘 못한 것이 정치다. 나 혼자 갈 테니까 따라오라는 식의 리더십으로는 국가를 이끌기 어렵다"라고 비판했다.

#### 유체이탈 화법
모든 잘못이 자기와 상관없는 일인양 말한다고 하여 이른바 '유체이탈 화법'을 구사한다는 비판을 받는다.

### 공인으로서의 품격에 대한 비판
광주 국립 5·18 민주묘지를 방문 중 유영봉안소 안에서 파안대소하는 모습이 사진에 포착되어 입방아에 올랐다.
서울시장 재직 시절 월드컵 한국 대표팀 히딩크 감독과의 공식 행사에 외국 축구팀 유니폼을 착용하고 슬리퍼를 신은 아들을 입장시켜 기념사진 촬영을 하여 시장으로서의 공사 분별에 대한 지적을 받았다. 이명박 후보는 일정이 끝난 후에 촬영한 것이라고 해명했으나, 사실이 아니었으며, 기념 촬영 때문에 미리 예정되어 있었던 기자들과의 질의응답 시간이 취소되었다는 것이 알려졌다.
2007년 7월 이명박 후보가 소유한 양재동 건물에 유흥업소가 입주해 있다는 사실에 대한 비판이 있었다. 한국진보연대는 양재동 빌딩에 유흥주점을 입주하게 해 성매매를 묵인했다며 이명박을 성매매 특별법 위반 혐의로 고발했으나, 2008년 2월 21일 서울중앙지검 특수1부는 해당 업소가 윤락행위로 적발된 적이 없고 지난해 12월 노래방으로 업종을 변경했다며 각하했다. 이명박은 2008년 11월 유흥주점을 운영해 논란을 빚은 세입자를 상대로 계약 내용과 달리 유흥주점 영업을 했기 때문에 가게를 비워야 한다며 소송을 제기했다가 2009년 1월 소송을 취하했다.
2007년 9월 선거 운동 중 존경하는 인물을 묻는 말에 "안창호 씨"를 존경한다고 표현하여 구설수가 되었다. 베이징 올림픽때에는 태극기를 거꾸로 든 채 응원을 하여 논란이 되었다.
2007년 5월 13일 이명박은 5.18 광주민주화운동 희생자들의 묘지를 방문했다. 그러나 묘지의 상석 위에 발을 올려놔 큰 결례라는 비판을 받았다.
2009년 12월 이명박은 한나라당 박근혜 의원에게 "나도 지난 대선때 어느 괴한이 권총을 들고 집에까지 협박을 하러 와서 놀란 적이 있는데, 경호원들이 붙잡고 봤더니 큰 문제가 되지 않을 것 같아서 경찰에 신고도 하지 않고 그냥 돌려보냈다" 라고 말해 충격을 주었으나, 이명박의 최측근인 강승규 한나라당 의원에 의하면 협박범이 집에 찾아온 것이 아니라, '전화로 총소리를 내며 협박한 것'이라고 밝혀 이명박의 과장된 화법에 대해 비판이 제기되었다. 경찰에 신고도 하지 않았다는 진술도 실제로는 경찰 수사 후에 돌려보낸 것으로 밝혀져 거짓임이 밝혀졌다.

#### 부적절한 발언에 대한 비판
연이은 부적절한 발언으로 약자와 소수자에 대한 배려가 부족하다는 비판과 철학이 부족하다는 비판이 제기되었다.
서울시장 재임 시절에 있었던 기도회에서 "대한민국의 수도 서울은 하나님이 다스리시는 거룩한 도시이며 서울의 시민들은 하나님의 백성이며 서울의 교회와 기독인들은 수도 서울을 지키는 영적 파수꾼임을 선포한다" 라고 말하면서 "서울의 회복과 부흥을 꿈꾸고 기도하는 서울 기독 청년들의 마음과 정성을 담아 수도 서울을 하나님께 봉헌한다" 라고 발언하여 공직자인 서울시장 신분으로 공과 사를 구분하지 못한다는 비판을 받았다.
아이가 불구일 경우에 낙태를 허용할 수밖에 없는 것 같다는 발언이 문제가 되어 장애인들의 사무실 점거 농성과 비판을 받아 사과하였다.
노동과 노조에 대한 그릇된 인식을 드러내는 발언이 있었다. 서울파이낸스포럼의 초청강연에서, 인도에 가 보니 대학 출신 종업원들이 '우리는 노동자가 아니다'라며 초과근무를 해도 수당을 안 받는다고 소개하면서 스스로 프라이드가 있어서 그런 것 같다고 말했다. 이어 대학 교수의 노조 결성을 위한 법안에 충격을 받았다며 "대학교수란 사람들이 노조를 만들겠다니, 교육이 제대로 되겠냐"라고 비판했다. 또한 서울시 오케스트라가 민주노총에 가입되어 있음을 지적하면서 "아니, 음악하는 사람들이 민주노총에 가 있는데, 그것도 전에는 금속노조에 가 있었다. 아마 바이올린 줄이 금속이라서 그랬나 보다"라고 말했다. 이에 대해 민주노총은 천박한 노동관을 드러낸 노조 비하 발언이라며 사과를 요구했고 민주노동당은 초과근무 수당을 지급하도록 한 근로기준법을 무시하는 발언이라며 빈곤한 노동 철학을 비판했다. 뿐만 아니라 사실 오케스트라 노조는 금속노조에 가입되어 있지도 않았다.
초청 특강에서 저출산 대책을 논하던 중 "나처럼 애를 낳아봐야 보육을 얘기할 자격 있고, 고3을 4명 키워봐야 교육을 얘기할 자격이 있다"라고 말했다. 이는 특히 당시 한나라당 대선 후보 경선 경쟁자인 박근혜가 미혼이라는 점을 겨냥한 발언이 아니냐는 해석을 낳았다. 발언이 문제가 되자 특정인을 염두에 두고 한 말이 아니며 "국정 경험의 중요성을 강조하며 과거 서울시장 시절에 있었던 일을 예로 들었던 것"이라고 바로 해명 및 사과하였다.
경선 승리 후 주요 일간지 편집국장들과의 식사 자리에서 세상을 살아가는 지혜를 이야기하다가 "얼굴이 예쁜 여자는 이미 많은 남자들이… 그러나 얼굴이 덜 예쁜 여자들은 서비스도 좋고…"라고 이야기했다고 알려졌다. 이 발언은 오마이뉴스와 한겨레를 제외한 다른 언론들이 거의 다루지 않았으며, 이러한 침묵에 대한 비판도 있었다. 이 발언이 알려져 여러 여성 단체와 정치인이 이명박 후보를 비판하였다. 한편, 이명박 후보 측은 이 발언이 전후 맥락 없이 왜곡 보도되었다고 주장하였다. 이명박 후보는 답변서를 통해 모든 사람에게 골고루 기회를 줘야 한다는 취지였고 특정 직종을 암시하지 않았다고 해명하였다. 그러나 최초로 발언이 보도됐을 때 발언 자리에 함께 있던 한나라당 나경원 대변인이 그런 발언이 있었음을 사실상 시인했고, 이명박 후보의 측근들은 "선배의 얘기를 한 것"이라고 변명했으며, 박형준 한나라당 대변인은 성매매가 아니라 발마사지였다고 해명하는 등 엇갈린 해명으로 문제가 되었다.
한나라당 경선 과정에서 정우택 충북지사와 주고받은 농담이 문제가 되었다. 정우택 지사가 이명박 후보에게 "예전 관찰사였다면 관기라도 하나 넣어 드렸을 텐데."라고 말하자 이명박 후보가 "어제 온 게 정 지사가 보낸 거 아니었냐?"라고 대답했다는 사실이 보도되어 문제가 되었다.
국회가 합의한 '행정중심 복합도시' 안을 군대라도 동원해 막고 싶다고 발언하여 문제가 되었다.
촛불 집회에 1만 명이 참석했다는 보고를 받고 "신문만 봐도 나오는 걸 왜 보고하느냐. 1만 명의 촛불은 누구 돈으로 샀고, 누가 주도했는지 보고하라." 라며 화를 냈는데, 이는 특정 단체가 조직하지 않은 자발적 집회에서 엉뚱하게 '배후 세력'을 찾고 있다는 비판의 목소리가 높았다.
한글 맞춤법 규정에 맞지 않은 언어 사용 때문에 비판을 받은 적도 있다. 특히 2007년 6월 6일 현충원에서 작성한 "당신들의 희생을 결코 잊지 않겠읍니다. 번영된 조국, 평화통일을 이루는데 모든것을 받치겠읍니다." 라고 쓴 일은 소설가 이외수가 2007년 6월 6일 이후 당시 대통령 선거 입후보자였던 이명박에 대해 "한글도 제대로 쓸 줄 모르는 분"이라며 잘못 쓴 부분을 자신의 홈페이지에 올린 글을 통하여 맞춤법 규정에 맞지 않은 부분을 직접 교열하는 동시에 영어 몰입화 교육 정책을 비판한 일이 있으며, 그 이후 이명박 정권 출범 이후 이 문구를 풍자하여 "나는 (이명박을) 찍지 않았'읍'니다."라는 문구가 적힌 상의가 판매되기도 하였다.
또한 이명박 대통령은 4대강 연설을 하는 도중에 "대한민국은 4면이 바다"라는 발언을 해 논란이 되었다.
2009년 6월 25일 이문동 시장 방문시 시장상인들에 보인 무성의한 태도와 식당에서 같이 회식을 하며 시장상인들의 어렵다는 하소연에 "내가 젊어서 노점상할 때는 끽소리도 못하고 가만히... 장사되면 다행히고 안되면 죽고 ... 이게 뭐 ...하소연 할 데도 없었어! 어 ~ 지금은 뭐 그래도 뭐 얘기할 데라도 있으니 좋잖아? 허허 지금 좋아졌잖아 세상이"라며 웃어넘겨 상인들이 입을 닫게 했다.
이명박은 수도권을 중심으로 일어났던 2010년 9월 21일 한국 중부 폭우로 인한 피해 현장을 살펴보던중 침수 피해를 입은 주민에게 "마음을 편하게 먹어요. 기왕에 된거니까. 편안하게"라고 말을 해 논란이 되었다. 이 발언은 네티즌들 사이에서 큰 화제가 되었으며 "저 아줌마 대통령 말 듣고 얼마나 당황했을까.."라며 비판했다. 그로 인해 "기왕에 이렇게 된 거"라는 표현이 인터넷 유행으로 번졌다.
2010년 9월 배추값을 비롯하여 채소값이 전반적으로 폭등하던 때 이명박은 "배추가 비싸니 내 식탁에는 배추김치 대신 양배추김치를 올리라"라고 지시했는데 양배추 가격도 배추와 비슷한 수준으로 폭등하였기 때문에 누리꾼들은 "전 국민이 먹는 김치 값 관리도 제대로 못하면서 '양배추 김치'로 생색만 내면 다냐"라며 "먹을 빵이 없으면 고기를 먹으라"라고 말했던 마리앙투아네트의 발언과 비교하며 비판했다. 이에 2010년 10월 1일에 이명박 대통령의 "양배추 김치" 발언에 관련 SBS뉴스 앵커가 비판받았다.
2011년 이후로 저축은행 업무정지 사태와 관련하여 정치인들과, 고위공무원들의 비리 문제가 드러나자 이명박은 "도대체 나라가 어떻게 될 것인가, 온통 나라가 비리투성이 같고…"라며 공직자들을 비판하는 발언을 했다. 이에 대해 제3자처럼 접근하는 방식에 대한 비판이 제기됐다. 한나라당 남경필 의원은 "보수의 생명은 도덕성인데 잘못된 인사, 많은 병역 미필자가 당과 정권의 최고 지도부에 들어갔던 문제, 공정사회를 외치면서 전관예우 인사들을 계속 앉히는 것, 이런 것들이 도덕성을 오히려 제대로 인식시키지 못하고 비난에 대상이 됐던 것"이라고 지적했다. 경향신문은 칼럼에서 "이 대통령은 잘못됐단 말도 죄송하다는 말도 없다. 총리도, 감사원장도 묵언(默言)이다. 아무도 책임지는 사람이 없다."라고 지적했다.

#### 인디밴드 블랙리스트 사건
서울시장 재직 당시인 2005년 8월 1일, 이명박이 인디밴드 카우치의 공중파 성기 노출 사건 이후, 홍대 주변에 형성되어 있는 인디밴드 중 ‘불건전’한 것에 대한 블랙리스트를 만들라고 지시한 것으로 밝혀져 논란이 되었다.
이후 이명박의 문화정책에 대한 비판이 잇달자, 당시 서울시장이었던 이명박은 8월 14일에 인디밴드인 오! 부라더스의 공연에 참석하여 인디밴드에 대한 기존의 견해가 잘못이었음을 인정한 바 있다.

### 기타

#### 허위 및 거짓
- 2000년 서울 시장 후보 출마 때부터 2007년까지 출생지를 "경북 포항" 또는 "경북 영일"로 밝혔다가 2007년 한나라당 후보 경선 과정에서 거짓임이 밝혀져 물의를 빚자 "일본 오사카"로 정정하였다. 이때 드러난 이명박의 본명이 쓰키야마 아키히로(月山明博)였다. 이명박의 조부인 이종한이 1940년경, 성을 '이'씨에서 '쓰키야마'로 창씨개명을 하였던 기록이 남아 있다.[216][217] 한편 출생지를 속인 행위는 '허위사실 게재, 공표'(선거법 250조)로 선거법 위반이 된다는 주장도 있다.[216] 또한 네이버 등 포털사이트의 프로필란에 자신의 고향을 대한민국 '포항'이라고 기록하여 논란이 되었다. 현재는 포털사이트들이 일본 출생으로 정정하였다.
- 2008년 초 한미 정상 공동기자회견에서 기자가 아프가니스탄 파병에 대해 논의했느냐고 묻자 이명박은 "하지 않았다."라고 답했다. 그러자 부시 대통령은 화난 얼굴로 그 옆에서 곧바로 "논의했다."라고 반박했다.[218] 사실 여부에 대해 관심이 모아졌으며, 실제로 그때 아프가니스탄 파병을 논의한 것으로 뒤에 밝혀졌다. 다만 당시 논의한 파병 병력은 전투 병력은 아니었으며, 이에 대해 2009년 6월 16일 버락 오바마 대통령과의 정상 회담에서 다시 논의하였다.
- 2008년 7월 15일 일본 홋카이도 도야코에서 열린 G8 정상회담에서 후쿠다 야스오 일본 총리에게 독도의 영유권 주장에 관해 "지금은 곤란하다. 조금만 기다려달라."라고 발언했다는 사실을 요미우리 신문이 보도하였으나, 양국 정부는 이를 모두 부인했다.[219] 이에 대하여 명확한 진실규명이 없자 민주당과 시민단체를 비롯한 국민 1886명이 모여 요미우리의 허위보도에 대하여 4억여 원의 손해배상 청구 소송을 제기했다.[220] 이와 관련하여 요미우리 신문은 당시 기사가 사실에 입각했음을 밝히는 준비서면을 서울 중앙지법에 제출했으며, 한편 아사히 신문도 비슷한 논조의 기사를 실었다고 주장했다.[221] 2011년 1월 재판부는 이명박이 '기다려달라'라고 말한 사실은 없다고 결론을 냈지만, 위키리크스에 따르면, 그에 앞서 2008년 7월 16일 강영훈 주일 한국대사관 1등 서기관은 대통령이 그와 같은 발언을 했다고 미국 외교 전문에서 밝히고 있다.[222]
- 2009년 4월 2일 한미 정상 회담에서 북한에 대한 제제안 결의를 미국 측이 했다고 발표했으나, 미국 측 자료에는 "제제안"이라는 말이 없었다.[223]

#### 내가 해봐서 아는데 시리즈
이명박 대통령은 시장등의 서민 현장 방문이나 인터뷰, 간담회시 어디에 가기만 하면 자기도 경험해봤으니 당신 마음을 잘 안다는 공감의 의미를 담아서 '내가 해봐서 아는데~', '나도 한때 ~을 해봤다'라는 말을 사용해봤다. 하지만 대한민국의 진보 언론들은 이러한 언어 사용이 "못해본 것이 과연 무엇일까"라는 의구심을 불러 일으킨다는 비판을 하고 있다. 이러한 화법의 대표적인 예시로는 "나도 요즘 치킨을 시켜 먹어봐서 아는데", "점상도 해봐서", "비정규직도 해봐서 아는데", "내가 배를 만들어봐서 아는데", "나도 장사해봐서 아는데" 등이 있다.
일각에서는 이런 이명박을 조롱하기 위해 이명박을 군복무를 제외한 모든 것을 다해본 사람이라 부르기도 했다.

#### 재산 관련
정계에 입문한 1993년부터 그는 불성실한 재산공개로 비난을 받았다. 1996년에 그는 총선에서 국회의원으로 당선되었으나 선거 비용을 속이고 증인을 국외로 도피시켰다는 사실이 밝혀져 선거법 위반으로 대법원에서 유죄 판결을 받고 의원직을 상실하기 직전 의원직에서 사퇴하였다.

#### 이명박 공짜 테니스 사건
또한 그가 서울시장에 재직하던 당시에도 여러 가지 의혹과 비판이 제기되었는데, 대표적인 사건으로는 이명박 공짜 테니스 사건 이 있으며, 그의 가장 큰 치적이라 일컬어지던 청계천의 연간 유지비가 무려 100억원에 달해 무리한 재정지출에 대한 비판도 있고, 청계천 공사시 생태계의 파괴, 환경파괴라는 비난과 함께 상당수의 문화재가 파괴되어 논란이 되었다.
2007년 3월에는 사석에서 "1970~80년대 빈둥빈둥 놀면서 혜택을 입은 사람은 나를 비난할 자격이 없다"라는 발언을 하여 물의를 빚기도 했다. 이 발언은 이 '빈둥 발언'은 민주화 세력, 즉 운동권을 지칭한 것으로 해석돼 안팎으로부터 집중적인 공격을 받는 빌미가 됐다. 이처럼 그가 ‘운동권의 적’처럼 매도되었다.

#### 학군사관증원 및학사사관폐지 시도 논란
이명박은 장교단의 비율 조정에 들어가는 시도를 했으며 이에 따라 학군사관을 증원시키고 학사사관을 감축시켰다. 하지만 이는 잘못된 정책으로 전면전 상황에서 장교도 사병과 동일하게 바로 징발해야 하는 상황이 도래하게 되는데 이명박은 이를 무시하고 학사사관 폐지를 시도했다. 하지만 학사사관이 군대 내부에서 중요성이 매우 강한 제도이므로 폐지되지는 않았다. 다만 학군사관을 증원시킨 것은 비판의 대상이 될 수밖에 없는데 속칭 지잡대에도 학군단은 설치되어 있으므로 학군사관 자체가 장교의 자질을 의심하게 한다.

#### 독도 관련

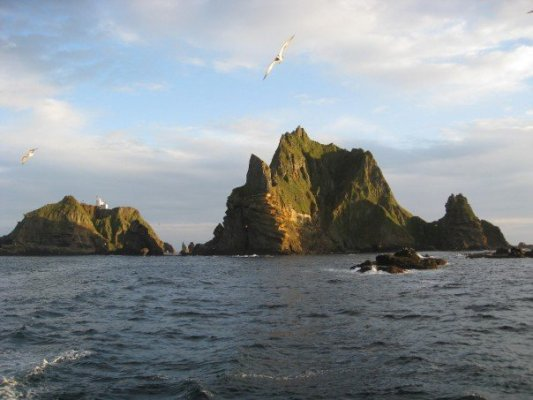
독도

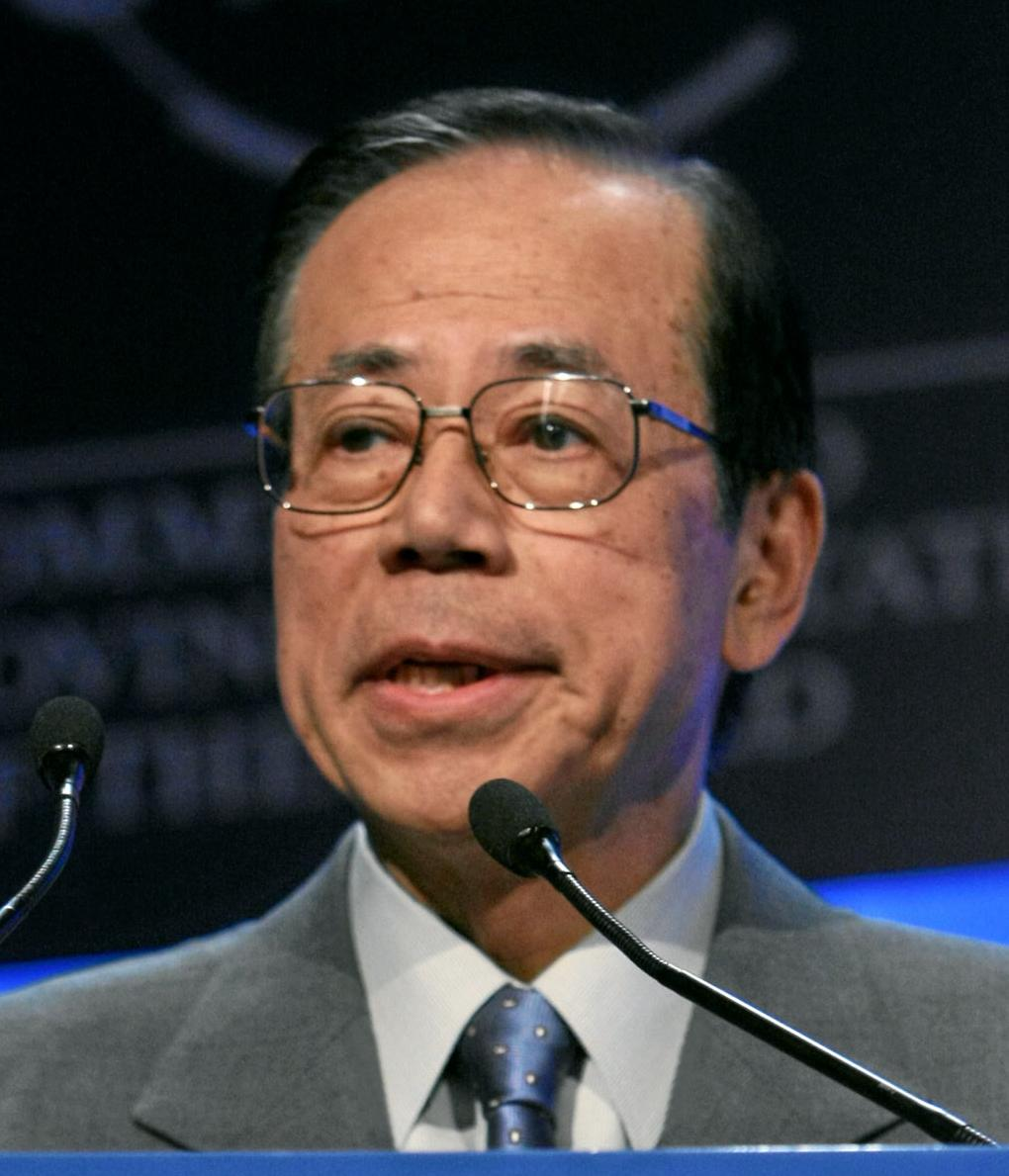
후쿠다 야스오 전 일본 총리.

2008년 7월 15일 일본 홋카이도 도야코에서 열린 G8 정상회담에서 후쿠다 야스오 일본 총리에게 독도의 영유권 주장에 관해 조금만 기다려 달라고 발언했다는 사실을 요미우리 신문이 보도하였고, 후에 아사히와 문예춘추도 이를 보도했던 것으로 드러났으나 양국 정부는 이를 모두 부인했다. 주일대사 권철현은 일본 외무성 사무차관을 항의방문하여 요미우리의 보도내용에 대해 시정조치를 해 줄 것을 요구했다. 결국 요미우리는 해당 기사를 삭제했으나 정정보도는 하지 않았다. 이에 대하여 민주당과 시민단체를 비롯한 국민 1,886명이 모여 요미우리의 허위보도에 대하여 4억여 원의 손해배상 청구 소송을 제기했고 법원은 청와대의 사실 조회 결과와 일본 외무성도 "한일 정상이 독도와 관련된 대화를 나눈 적이 없다"라고 공식적인 입장을 밝힌 점을 들어 "이명박 대통령이 그런 발언을 한 사실이 없다"라고 요미우리의 보도가 잘못되었다고 판결했으나 소송을 낸 사람들이 직접적인 관계가 없기 때문에 손해배상 청구는 기각한다고 판결했다.

#### 영어 몰입 교육
이명박 정부는 인수위 시절부터 영어교육을 강조해왔다. 특히 이경숙 인수위원장은 "영어 하나만은 우리나라 국민들이 고등학교만 나와도 생활영어 못하는 사람이 없게 만들자."라고 말하는 등 영어 몰입교육에 대한 집념을 나타낸 바 있는데 그 와중에 "전과목을 영어로 수업하겠다"라고 말했다가 여론의 큰 비판을 받아 철회한 바 있다.
대한민국 교육과학기술부는 공교육 체계에서 영어교육 강화 대책으로 국가영어능력평가시험 도입과 영어수업 확대 계획을 내놓았다. 여당인 새누리당은 지지 입장을 밝혔으며, 이주호 교육과학기술부 제1차관은 "일상생활에 영어가 자주 활용되고 대다수 국민들이 영어로 말할 수 있는 나라가 될 수 있다"라고 말했다.
이에 대해 반대론자들은 이런 영어 몰입 교육은 결국 사교육 몰입을 부추길 것이라며 부정적 입장을 견지하였다. 또한, 영어 수업시간 확대가 영어 실력의 향상으로 연결된다는 과학적 근거가 전혀 없기 때문에 자칫 막대한 예산만 낭비할 수 있다는 지적이 있었다.

#### 전과 기록
- 이명박 대통령 예비후보 측은 공식적인 전과기록은 64년 한일협정 때 고려대학교 상과대학 학생회장으로[244] 한일회담 반대 6.3항쟁를 주도하여 징역 3년, 집행유예 5년을 선고받은 1건이라고 밝혔다.
- 이명박은 1999년 선거법 위반으로 벌금 400만원 형을 선고받았으나[245], 2000년 8·15 특사로 사면됐다.[246]
- 선관위는 2007년 대선을 앞두고 이명박의 전과가 1건이라고 공고했다.[247]
- 이와는 별개로 현대건설 재직 당시 법인 명의로 벌금형을 받은 건이 있다. 1988년 이명박이 현대건설 사장으로 재임하던 중 '현대건설 노조추진위원장 납치 사건'이 일어났다. 현대건설 노조 설립을 주도했던 서정의가 1988년 5월 6일부터 5일간 목포로 피랍돼 감금당한 사건이었다. 검찰 조사 결과, 당시 회장이었던 이명박은 납치에 직접적인 관련은 없지만 노조 설립 방해 혐의로 500만 원의 벌금형을 받았다.[248]

#### 기타 논란
- 친인척 비리 (김옥희 비례대표 30억 수수 사건[249], 이상득 관련 의혹, 사돈 조석래 회장 효성그룹 비자금)
- 이상득 의원 '형님정치' 개입 논란
- 천안함 사건의 희생 유가족들에게 개 돼지라는 발언으로 물의를 빚은 조현오 경찰청장 내정자에 대해 내정자의 이러한 발언은 형법상 '위법성 조각사유'에도 해당되지 않아 소송이 이어질 경우 법적 책임을 피할 수 없다는 게 법조계 안팎의 전망으로서 원칙상 해임이 당연함에도 불구하고 조현오가 자신의 측근이라는 이유만으로 경찰청장 내정 취소를 하지 않았다.
- 이명박은 한국타이어를 비롯한 여러 회사에 자신의 아들 이시형을 특혜로 입사시켰으며 더군다나 그렇게 입사를 하더라도 이를 만회하기 위해 열심히 일을 하는 모습을 보여야 함에도 불구하고 이시형으로 하여금 월급만 받고 출근은 하지 않는 형식의 위장취업을 하도록 했다.
- 이명박은 2008년 쇠고기 수입 논란 촛불시위를 "폭동으로" 발언해 물러난 민동석을 다시 차관에 발탁하였다.[250]
- 일정 관련 논란 : 2010년 6.2 지방선거가 다가오는 5월 하순에 천안함 사고 조사결과 발표와, 대통령 대국민 담화문 발표, 노무현 서거 1주기의 다음날 축구 한일전 등등 지방선거에 영향력을 끼치기 위해 일정을 잡는다는 의혹과 비판이 제기되기도 한다.[251] 국방부의 합동 조사단은 천안함 사건에 대한 조사결과 발표를 5월 20일에 하였는데, 실제로는 노무현 서거 1주기인 5월 23일에 하기로 했었다고 한다.[252] 이 외에도 이명박의 독도발언 판결 당일에 천안함 생존 장병들의 기자회견을 열여 독도 발언 잠재우기용 아니냐는 의혹이 나오기도 하였다.[253]
- 연평도 포격 이후 군사에 대한 이명박의 초기 발언이 불분명하였다.[254] 또한 이명박의 대북 발언이 2010년 12월 말까지 호전적이였다는 우려가 있었다.[255]
- 2010년 12월, KBS 추적60분에서 4대강 사업에 대한 내용이 방송될 예정이던 중 갑작스레 방송이 취소되는 사태가 벌어졌는데, 청와대 개입 의혹이 불거져 정권에 의한 탄압 논란이 제기되고 있다. 이 외에도 추적60분에서 방영되었던 천안함 사건에 대한 방송도 긴급 취소되었다가 가까스로 방송된 바 있으며, 역시 4대강 사업에 관한 내용이 PD수첩에서 방송될 예정이었으나, 취소돼 한주 늦게 방영된 바 있어 정권에 의한 방송과, 언론 탄압 비판이 끊임없이 제기되고 있다.[256]
- 2010년 12월 15일 이명박은 김상기를 육군참모총장으로 내정했으나, 그의 고등학교 후배이지만 족벌주의적인 결정이라는 여론의 비판을 받았다.[257] 박지원 민주당 원내대표는 "(한나라당이 강행처리한) 예산에 이어서 군마저도 내 고향, 학교 후배만 챙긴다고 하면 국민들이 남은 2년을 어떻게 생각하겠느냐"라고 이명박의 결정을 규탄하였다.[258] 한편 이명박은 "이번 군 인사는 군대다운 군대를 만들겠다는 의지를 반영해 국방장관이 가장 공정하게 했다고 생각한다"라고 반박하였다.[259]
- 그동안 대통령들이 참석해왔던 제주 4.3 사건 기념식에 이명박은 취임 이후로 한 번도 참석하지 않아 홀대한다는 비판이 제기된다. 그 이유로 이명박이 보수주의자들의 눈치를 보고 있다는 분석이 있다. 제주 4.3 사건은 14,000여명이 정부의 무자비한 진압으로 희생당해 보수정권에서는 치욕적인 사건이기 때문이다.[260]
- 이명박 정부의 대통령실과 행정부 장차관급 인사의 아들 70명 중 28명이 행정·보급·정보·정훈·산업특례 같은 비교적 편한 병과로 복무하거나 서울 또 서울 근교 부대에서 복무한 것으로 조사됐다. 특히 청와대 수석 12명의 아들 11명 중 일명 '꽃보직'에 복무한 아들은 모두 9명으로 전체의 81.8%에 달하며 서울, 경기 과천·안양·의정부·고양에서 군 생활을 한 아들은 3명으로 조사되었다.[261]

## 위키리크스 기밀문서 관련
- 2011년 9월 미국의 폭로 전문 웹사이트 위키리크스가 공개한 문서에 따르면  "지난 2007년 12월 28일 주한미국대사관이 국무부 등에 타전한 '대통령당선자 정권인수팀 지명'이라는 전문에 "이명박 대통령 당선자가 이경숙씨를 정권인수위원장에 임명한 것은 학연타파를 외치던 이당선자가 교회인맥을 중용한 것이라는 논란을 불러 일으키고 있다"라고 지적했다. 이 전문에서 주한미국대사관은 지난 12월 26일 이명박 대통령당선자가 이경숙씨를 정권인수위원장에 임영했으며 김형오씨를 부위원장에, 이동관씨를 대변인에, 임태희씨를 비서실장에 위촉하는 등 26명을 주요직책에 보임했다고 전했다[262]
- 위키리크스가 공개한 주한미국대사관의 문건에 따르면 이명박 정부의 인수위에서 활동하던 최시중 현 방송통신위원장과 현인택 현 통일부 장관은 2008년 1월 17일 알렉산더 버시바우 주한 미국대사와 점심을 먹으면서 이명박의 미국 방문 문제를 논의했다. 현인택은 버시바우 대사에게 총선(4월 9일)이 끝난 직후인 4월이 방미의 가장 적당한 시기이며, 또 캠프 데이비드에서 조지 부시 대통령을 만날 수 있다면 이상적이 될 것이라고 제안했다. 이에 버시바우 대사는 "한국이 미국산 쇠고기 수입을 재개한 이후, 4월에 이 대통령이 미국을 방문한다면 더 좋을 것"이라고 말했다. 현인택은 "쇠고기 이슈에 대한 정치적 민감성을 이 당선인이 잘 알고 있다. 그러므로 이 대통령의 (미국) 방문에 앞서 미국산 쇠고기에 대해 한국 시장이 개방될 것"이라고 답변했다. 이 대통령의 미국 방문 뒤에 쇠고기 개방이 이뤄질 경우 한국 내에서 반발이 일어날 수 있다는 점을 이 당선인 진영과 미국 쪽이 공유하고 있었음을 시사하는 대목이다.[263]
- 미국 외교 관계자들은 이명박에 대해 '많은 문제에 미국을 지원하는 성향' 이라고 평가했다.[264]
- 위키리크스가 공개한 주한미국대사관의 문건에 따르면 박정희는 정주영에게 "이명박을 조심하라"라고 이야기를 한 적이 있다고 한다.[265]

## 같이 보기
- 이명박 - 이명박 정부
  - 강만수: 이명박 정권 초대 기획재정부 장관.
- 2008년 대한민국의 미국산 쇠고기 수입 반대 시위
- 2009년 대한민국의 시국선언
- 이명박 심판을 위한 범국민운동본부
- 명박산성
- 이상득
- 이시형